# Centrisme politique en France
 (septembre 2023).
 (mai 2021).
Si vous disposez d'ouvrages ou d'articles de référence ou si vous connaissez des sites web de qualité traitant du thème abordé ici, merci de compléter l'article en donnant les références utiles à sa vérifiabilité et en les liant à la section « Notes et références ».
 (janvier 2025).
Le centrisme en France est une tendance politique qui se situe entre la gauche et la droite. Il met en avant des valeurs comme le compromis, la modération et la recherche du consensus. Ce courant a évolué au fil du temps, avec des partis et des personnalités qui ont cherché à incarner une alternative aux blocs traditionnels. Le centrisme peut prendre différentes formes, allant d’une posture indépendante à des alliances avec d’autres courants politiques. Cette page présente les partis, mouvement politiques et personnalités reliés au centre en France selon leur famille politique ou leur formation. Les différentes familles du centrisme sont présentées dans les différentes sections.

## Modérés, démocrates et démocrates-chrétiens

### Histoire
Les modérés, démocrates et démocrates-chrétiens constituent la principale famille politique du centre en France, ils sont issus des traditions orléaniste et libérales de la droite française, les modérés, démocrates et démocrates-chrétiens se sont principalement structurés en partis politiques après la Libération.

Logo du MRP.

Le Mouvement républicain populaire (MRP), sous la IVe République, puis l'Union pour la démocratie française (UDF), sous la Ve, constituent les deux forces politiques majeures qui les ont rassemblé. La Ve République et l'élection au suffrage universel direct du président de la République instituée en 1962 rendront plus difficiles les succès électoraux des formations centristes.
Le MRP, parti fondé en 1944 par d'anciens résistants, devient rapidement, avec le PCF et la SFIO, un des trois grands partis qui dominent la vie politique nationale de la IVe République : le MRP est le deuxième parti à l’Assemblée constituante de 1945 et à l’Assemblée nationale élue en novembre 1946, le premier lors de l’élection de la deuxième Assemblée constituante, en juin 1946. Membre des deux principales coalitions de la IVe République: le Tripartisme (1946-47) et la Troisième Force (1947-51), Le MRP devient alors une force politique centrale du nouveau régime, et compte parmi ses rangs trois présidents du conseil : Robert Schuman, Georges Bidault et Pierre Pflimlin. Les démocrates-chrétiens participent à tous les gouvernements de la IVe République et, malgré l’instabilité politique du régime, leurs ministres restent en place de longues années : Schuman au Ministère des Affaires étrangères (1948-1953), Jean-Marie Louvel au Ministère de l’Industrie et du Commerce (1950-1954). Cependant le MRP recule sur le plan électoral : son score est divisé par deux lors des législatives de 1951 et de 1956. Après la fondation du RPF, il n’apparaît plus comme le parti de la fidélité à de Gaulle, alors que la droite modérée traditionnelle se regroupe autour du CNI. Le MRP soutient le retour de De Gaulle et l'instauration de la Ve République et participe au début de sa présidence mais les désaccords sur le politique européenne pousse le MPR dans l'opposition avant de disparaître en 1965, Jean Lecanuet décidant de fonder un nouveau parti, le Centre démocrate.

Logo de l'UDF.

L'UDF (créée en 1978), union de composantes centristes dont le Centre démocrate (issu du MRP), le Parti républicain (ex-FNRI le parti d'origine de Valéry Giscard d'Estaing), le Parti radical dit « valoisien » et d'autres composantes centristes (le Parti social-démocrate PSD, le Parti populaire pour la démocratie française PPDF) réussit à se constituer comme une force politique de gouvernement grâce à la légitimité de son fondateur, Valéry Giscard d'Estaing, qui a démontré par son élection en 1974 à la présidence de la République, que cette fonction n'était pas uniquement dévolue aux héritiers du général de Gaulle ou au leader des forces de gauche. Cependant, après l'échec de Valéry Giscard d'Estaing à l'élection présidentielle de 1981, l'UDF ne peut maintenir son influence qu'en s'alliant avec les forces de droite, disputant au Rassemblement pour la République néogaulliste le leadership sur l'électorat « conservateur ». Une partie de l'UDF, pour l'essentiel des membres du Centre des démocrates sociaux (ex-Centre démocrate de Jean Lecanuet), prennent néanmoins part au gouvernement d'ouverture mené par Michel Rocard de 1988 à 1991 formant un groupe distinct (Union du centre) de l'UDF à l'Assemblée nationale.
À partir du milieu des années 1990, l'UDF connaît plusieurs scissions voyant les libéraux la quitter en 1998 (dont le Parti Républicain devenu Démocratie libérale), puis une majorité de ses cadres et de nombreux militants au profit de l'UMP en 2002 (dont le Parti radical). En même temps, la "Nouvelle-UDF" est créée fusionnant la plupart des composantes restantes à part le PPDF.

Logo du MoDem.

En 2007, François Bayrou, président de l'UDF, atteint 18,57 % des suffrages au premier tour de l'élection présidentielle. L'UDF disparaît finalement par son intégration au sein du nouveau parti fondé par François Bayrou, le Mouvement démocrate (MoDem), qui adopte un positionnement indépendant des forces de droite et de gauche. Des membres refusant un abandon de l'alliance avec la droite créent parallèlement le Nouveau Centre. En juin 2008, Jean Arthuis, qui a quitté le MoDem, crée une association nationale, Rassembler les centristes, regroupant élus et militants attachés à l'héritage politique de l'UDF.
En 2011, Jean-Louis Borloo, président du Parti radical crée L'Alliance républicaine, écologiste et sociale (ARES) qui a pour ambition de rassembler les formations centristes membres de la majorité présidentielle de Nicolas Sarkozy, dans la perspective d'une candidature commune à l'élection présidentielle de 2012. En novembre 2011, Jean-Louis Borloo renonce à se présenter. Les membres de l'ARES soutiennent majoritairement la candidature de Nicolas Sarkozy après, pour certains d'entre eux, avoir soutenu celle d'Hervé Morin qui renonça également à se présenter.

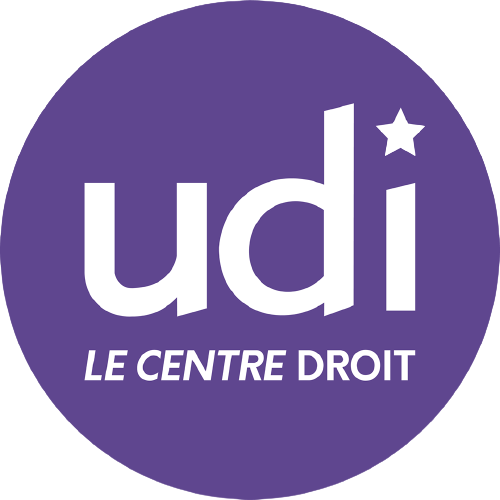
Logo de l'UDI.

En mai 2012 Jean-Louis Borloo crée l'Union des démocrates et indépendants (UDI) à la suite de l'échec de Nicolas Sarkozy, relançant en son intention de rassembler les formations politiques de centre droit. Sous son égide, des députés membres du Nouveau Centre, du Parti radical, et de l'Alliance centriste (ex-Rassembler les centristes), et divers droite et centre droit (dont Calédonie ensemble et le CNIP)  forment le groupe de l'Union des démocrates et indépendants à l'Assemblée nationale, l'UDI devient un parti politique en septembre 2012 rejoint par la Force européenne démocrate (FED), fondée par plusieurs membres du Nouveau Centre sous l'égide de Jean-Christophe Lagarde.
En mars 2017, l'Alliance centriste apporte son soutien à Emmanuel Macron, ce qui conduit à son exclusion de l'UDI, le parti et l'ensemble de ses autres composantes soutenant la candidature de François Fillon (après avoir soutenu majoritairement lors de la primaire Alain Juppé), malgré une prise de distance après sa mise en examen. Après les législatives deux autres partis fondateurs quittent l'UDI: le Parti radical, qui engage un processus de réunification avec les radicaux de gauche qui aboutira à la fondation du Mouvement radical (social libéral) (décembre 2017) suivi par le mouvement d'Hervé Morin (Les Centristes), qui avait déjà envisagé cette option en décembre 2016 avant d'y renoncer.

### Liste des partis et mouvements
| Parti | Années de création/dissolution | Fondateur                                        | Autres dirigeants notables                                                          | Compléments |
| --- | ------------------------------ | ------------------------------------------------ | ----------------------------------------------------------------------------------- | --- |
| Alliance démocratique | 1901-1940                      | Adolphe Carnot                                   | Charles Jonnart, Pierre-Étienne Flandin                                             | Gauche radicale ; Républicains de gauche |
| Action libérale populaire | 1901-1927                      | Jacques Piou et Albert de Mun                    |                                                                                     | Force politique de centre droit dominant la droite française au début du siècle, la formation disparaît presque complètement dès 1919. |
| Parti démocrate populaire | 1923-1942                      | Georges Thibout                                  | Auguste Champetier de Ribes                                                         | Bureau d’action civique |
| Mouvement républicain populaire | 1944-1967                      | Georges Bidault                                  | Maurice Schumann, Pierre-Henri Teitgen, Pierre Pflimlin, André Colin, Jean Lecanuet | - |
| Centre démocrate | 1966-1976                      | Jean Lecanuet                                    |                                                                                     | Fondateur du Centre des démocrates sociaux en 1976 |
| Convention démocrate – Fédération des Clubs Perspectives et Réalités (Parti populaire pour la démocratie française de 1995 à 2002) | 1966                           | Jean-Pierre Fourcade (fondateur du premier club) | Louis Giscard d'Estaing Éric Hélard                                                 | Les Clubs perspectives et réalités rassemblaient des libéraux modérés soutenant Valéry Giscard d'Estaing. En 1978, ils participent à la fondation de l'Union pour la démocratie française. En 1995, ils prennent la forme du Parti populaire pour la démocratie française sous la direction d’Hervé de Charette, parti qui rejoint l'UMP en 2002. La Convention démocrate reprend la forme d'un parti politique pour intégrer L'Alliance républicaine, écologiste et sociale en mai 2011. Après une mise en sommeil, il est relancé en 2014 par Yves Jégo sous la forme d'un club politique associé à l'UDI. |
| Centre démocratie et progrès | 1969-1976                      | René Pleven, Jacques Duhamel                     |                                                                                     | Fondateur du Centre des démocrates sociaux en 1976 |
| Centre des démocrates sociaux | 1976-1995                      | Jean Lecanuet                                    |                                                                                     | Fondateur de l'Union pour la démocratie française en 1978 et de Force démocrate en 1995. |
| Union pour la démocratie française                                                                                                 | 1978-2007                      | Jean Lecanuet, Valéry Giscard d'Estaing          | François Léotard, François Bayrou                                                   | Parti fondateur du MoDem en 2007 (sans activité réelle depuis, sa disparition définitive étant fixée à 2010). |
| Force démocrate | 1995-1998                      | François Bayrou                                  |                                                                                     | Fusionne en 1998 avec le PRIL et les adhérents directs de l'UDF au sein de "la nouvelle UDF". |
| L'Alliance républicaine, écologiste et sociale                                                                                     | 2011-2012                      | Jean-Louis Borloo                                |                                                                                     | Fondée en juin 2011 dans la perspective de soutenir une candidature commune à l'élection présidentielle de 2012, cette structure rassemble le Parti radical, le Nouveau Centre, la Convention démocrate et La Gauche moderne. Elle est sans activité publique depuis le renoncement de Jean-Louis Borloo à présenter sa candidature en novembre 2011. |
| Les Centristes (Nouveau Centre jusqu'en 2016)                                                                                      | 2007                           | Hervé Morin                                      |                                                                                     | Fetia Api Membre de l'UDI de 2012 à 2017 |
| Mouvement démocrate | 2007                           | François Bayrou                                  |                                                                                     | UDF ; Cap21 (2007-2010) Fait partie du collectif Ensemble citoyens (crée en 2021). |
| Alliance centriste | 2009 (2008 pour RC)            | Jean Arthuis                                     | Philippe Folliot                                                                    | Fondée en juin 2008 sous la forme de l'association Rassembler les centristes (RC), qui s'est transformée en parti politique le 27 juin 2009. Membre de l'UDI de 2012 à 2017, le parti est affilié à LREM depuis 2017. |
| Force européenne démocrate | 2012                           | Jean-Christophe Lagarde                          |                                                                                     | Fondée en juillet 2012 par d'anciens membres du Nouveau Centre et du Mouvement démocrate. Composante de l’UDI. |
| Union des démocrates et indépendants                                                                                               | 2012                           | Jean-Louis Borloo                                | Jean-Christophe Lagarde                                                             | Fondée le 18 septembre 2012 composée de huit formations politiques nationales qui conservent leur existence. Composantes : FED, Parti radical (2012-2017), LC (2012-2017), AC (2012-2017), NED (2013-2019) Mouvements associés : CPPR, Calédonie ensemble, La Gauche moderne, Canal écologiste républicain, GayLib (2013-2018), Tapura Huiraatira (2016-2019) |
| Front démocrate | 2014-2017                      | Jean-Luc Bennahmias                              |                                                                                     | Dissout dans l’UDE. |
| Résistons | 2016                           | Jean Lassalle                                    |                                                                                     | Mouvement agrarien et régionaliste. |

En gras, partis encore en activité.

### Autres personnalités incarnant cette famille
- Raymond Barre
- Simone Veil
- Pierre Méhaignerie
- Philippe Douste-Blazy
- André Santini
- Jean-Pierre Raffarin
- Hervé de Charette
- Gilles de Robien
- Jean-Marie Cavada
- François Sauvadet
- Michel Mercier
- Marielle de Sarnez

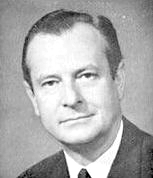
Jean Lecanuet
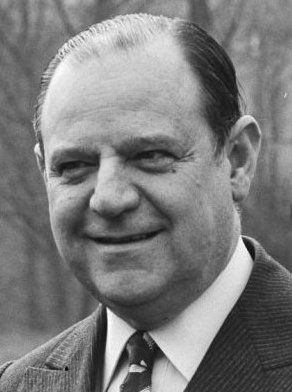
Raymond Barre
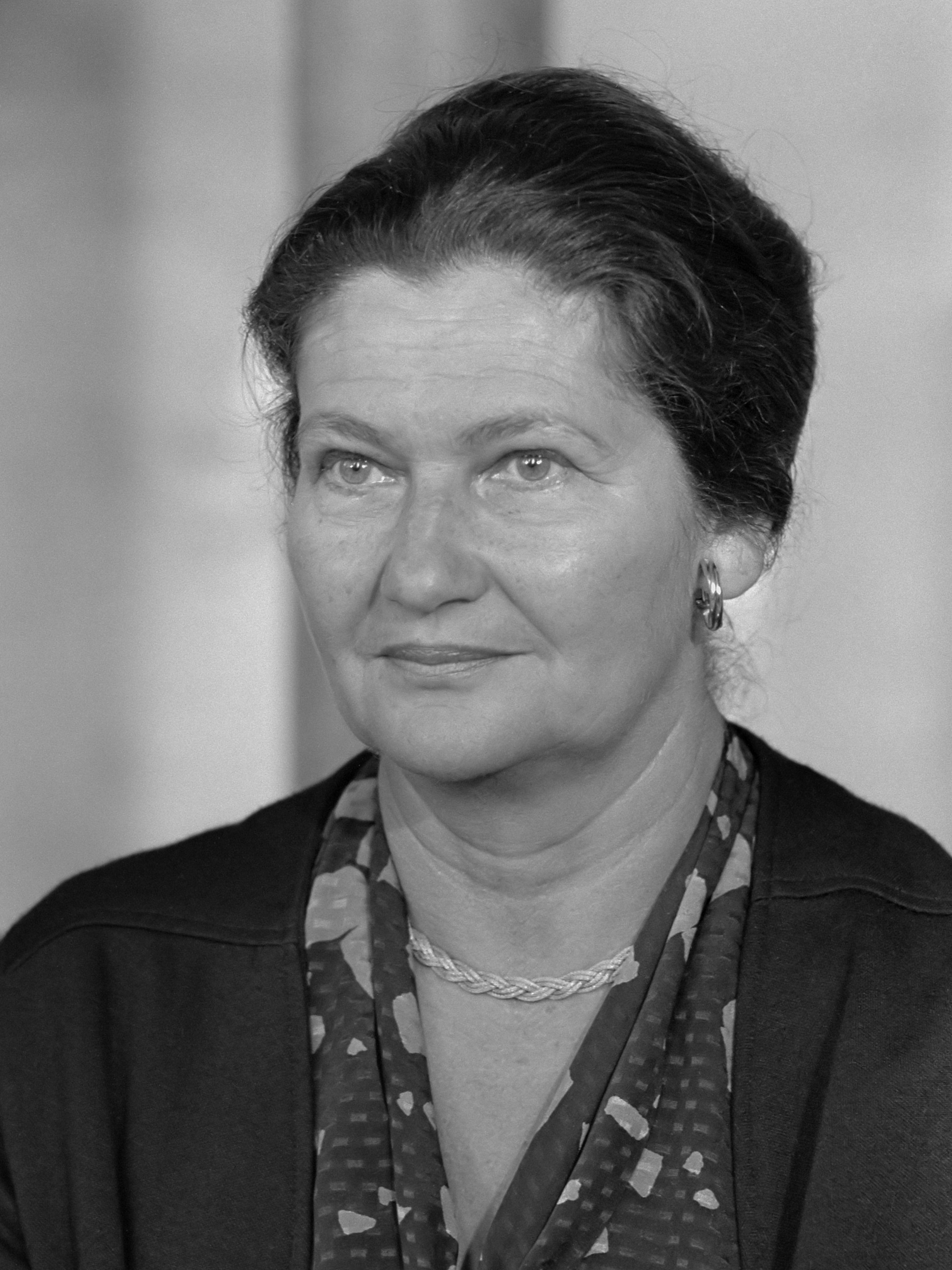
Simone Veil
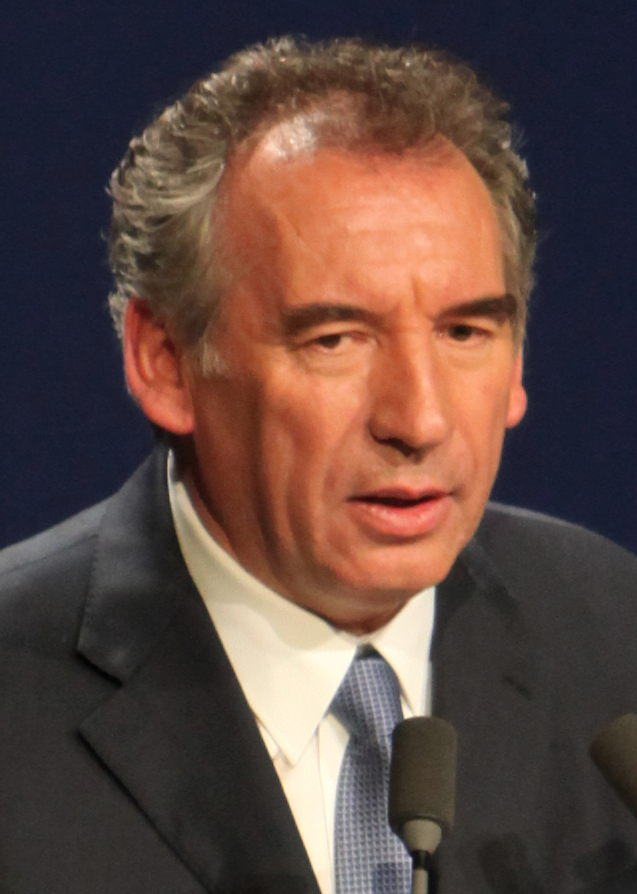
François Bayrou
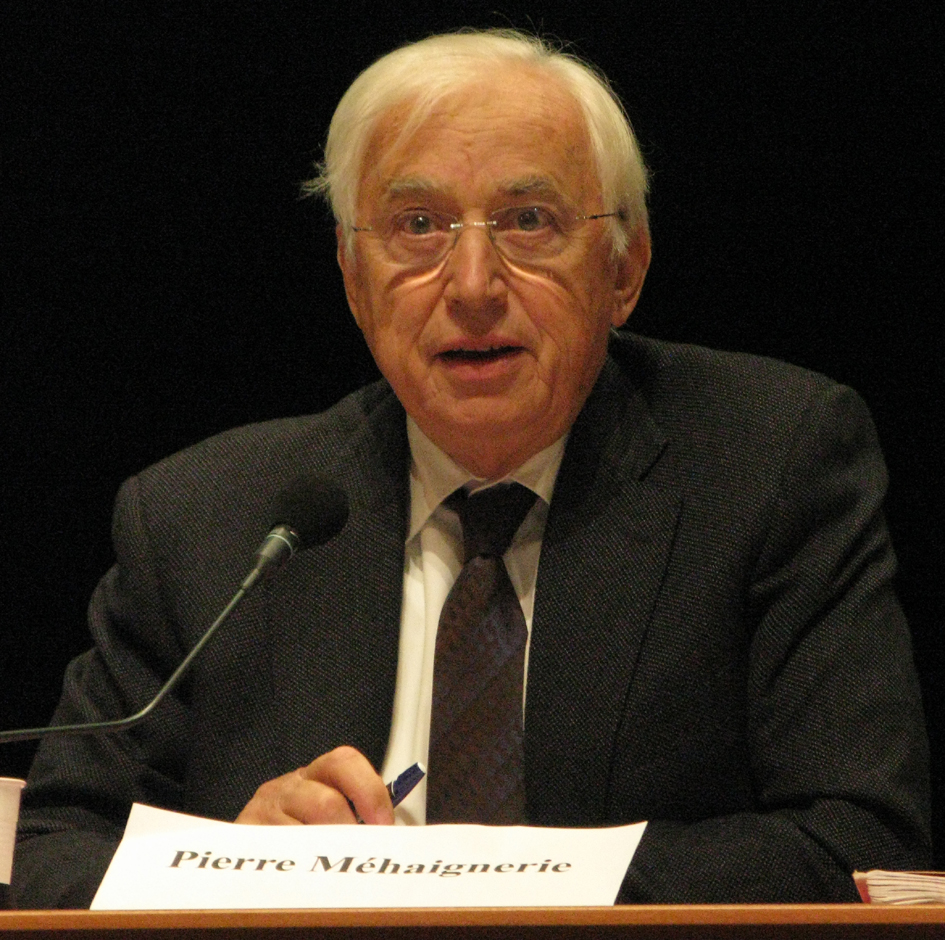
Pierre Méhaignerie
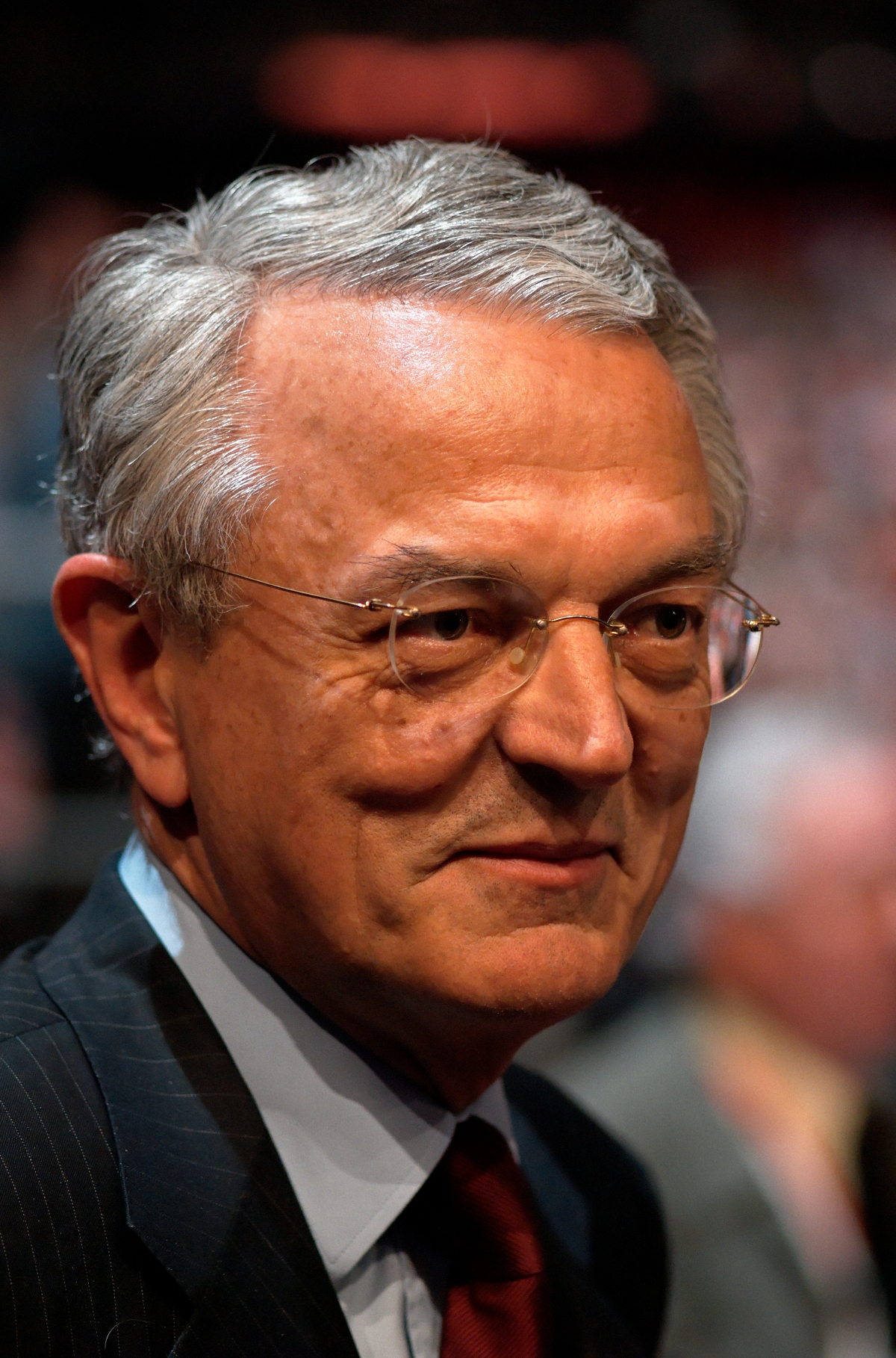
Jean Arthuis
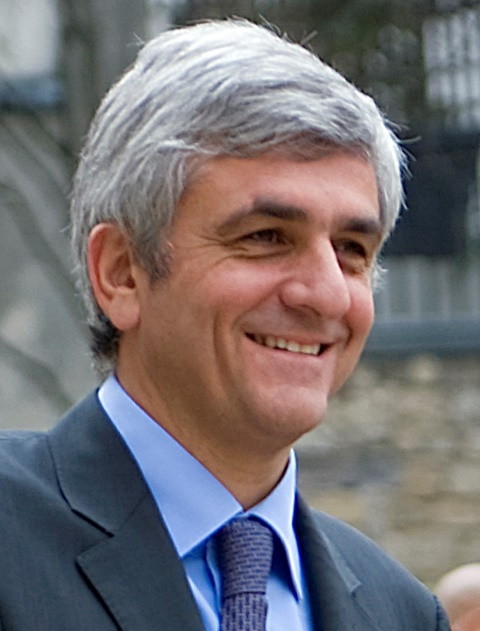
Hervé Morin
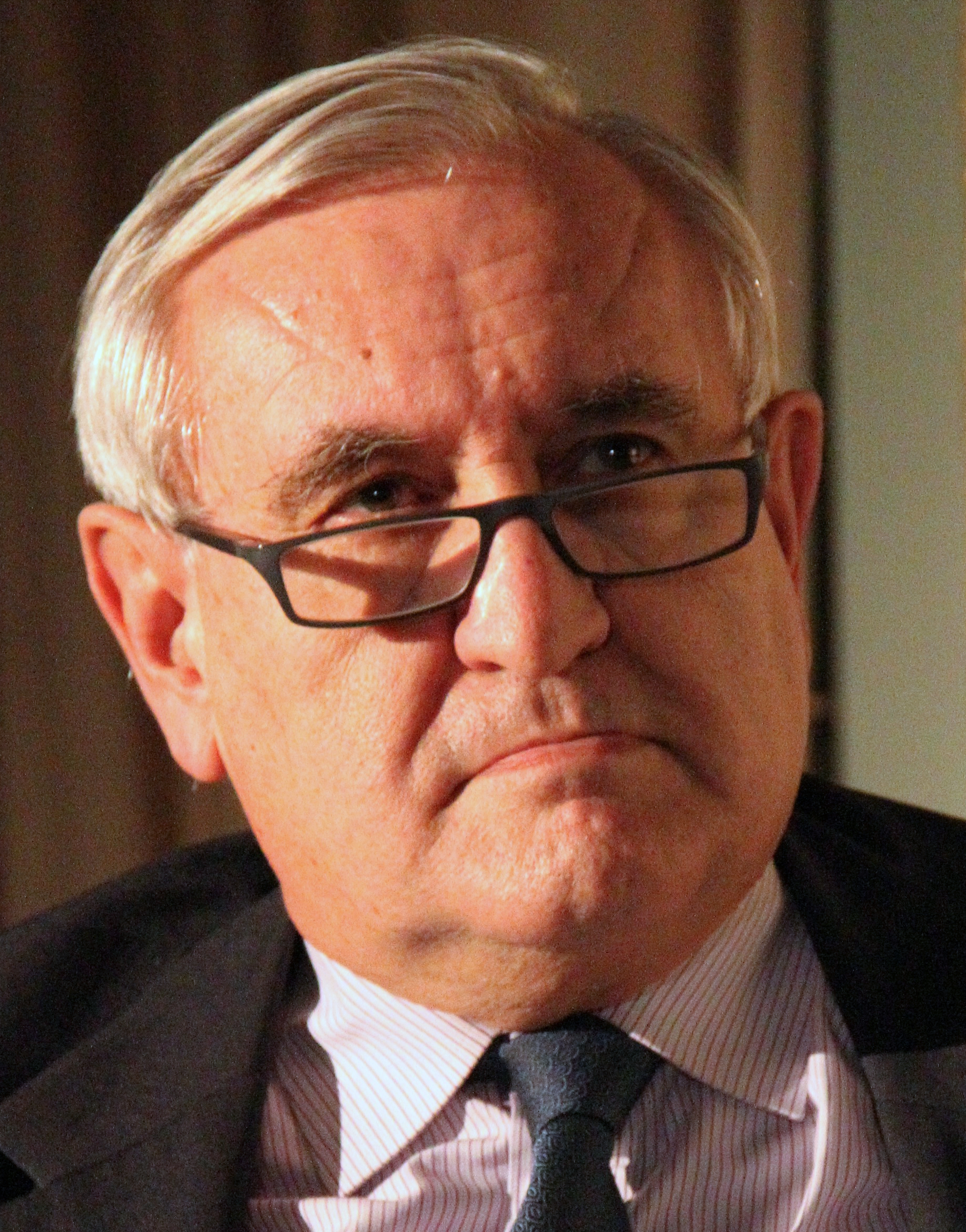
Jean-Pierre Raffarin
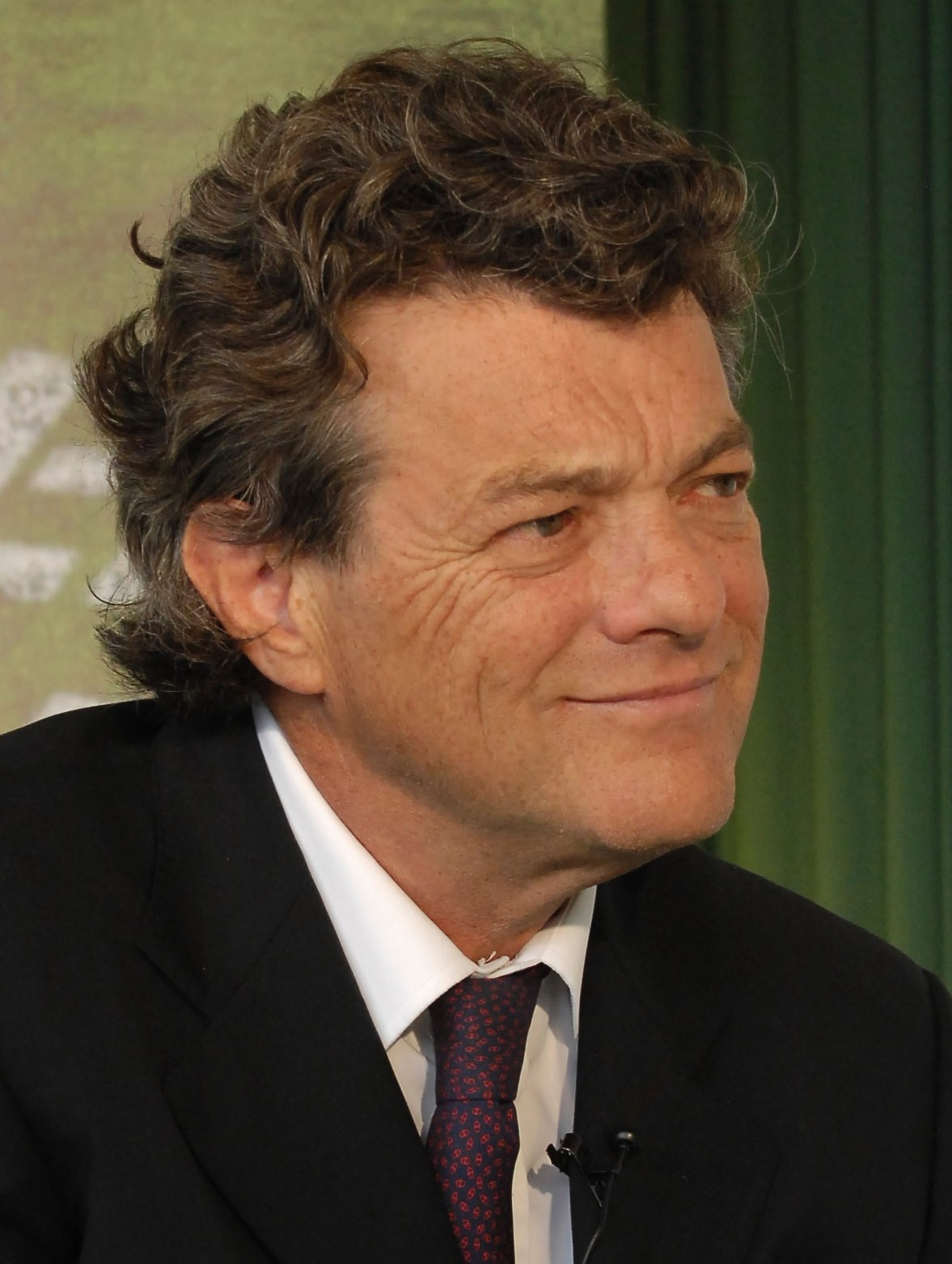
Jean-Louis Borloo
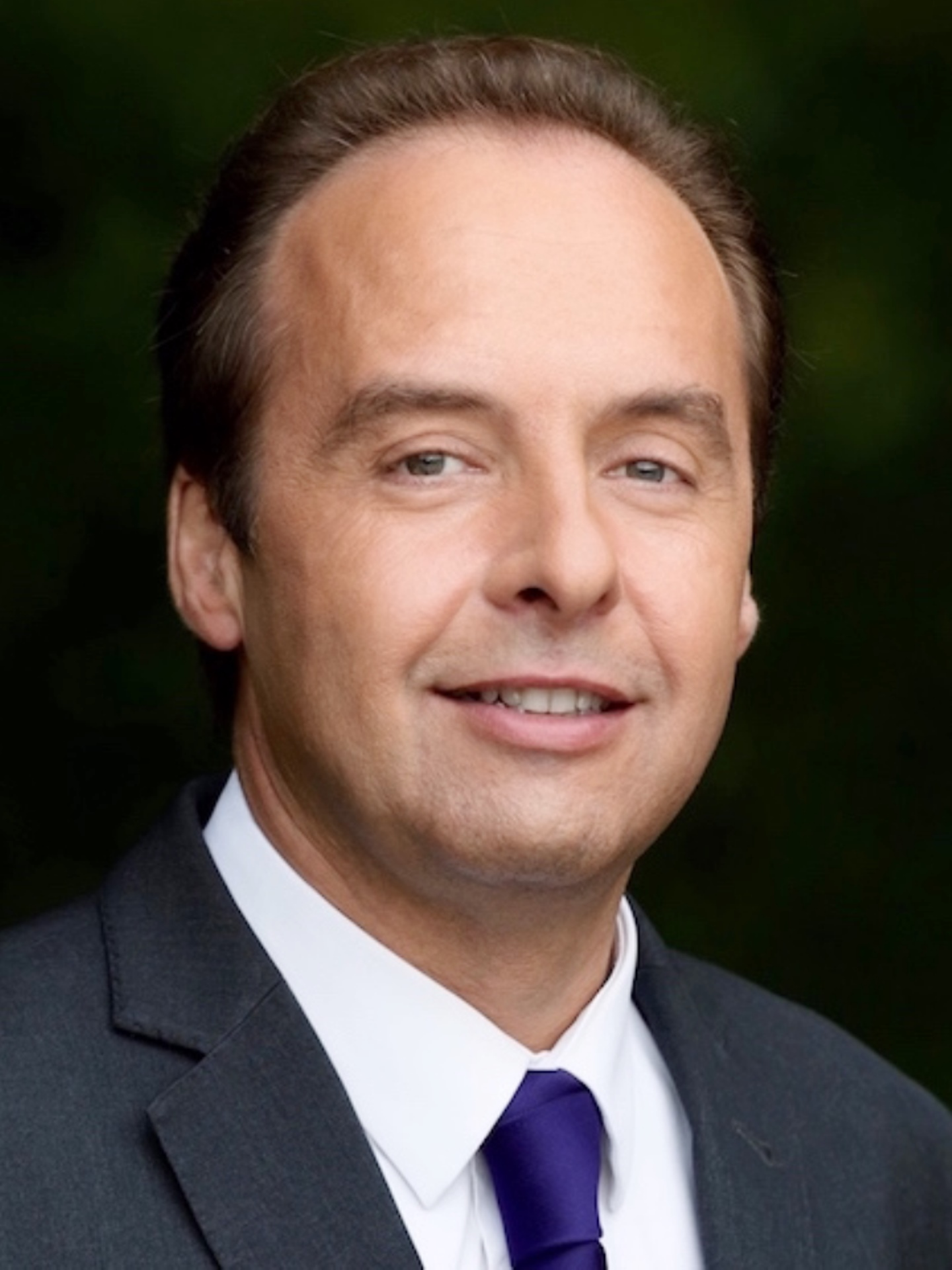
Jean-Christophe Lagarde

## Libéraux
Le libéralisme peut être considéré comme une idéologie de droite mais de nombreux mouvements centristes se sont revendiqués comme libéraux ou ont eu des ailes libérales comme l'UDF.

### Histoire
Le libéralisme n'a jamais été un thème politique très porteur en France depuis le XXe siècle. Aussi, les libéraux mettront-ils assez longtemps à se structurer après-guerre.
Même si le libéralisme est présent au sein du Centre national des indépendants et paysans (CNIP). Il faudra cependant attendre que les personnalités d'Antoine Pinay et de Valéry Giscard d'Estaing prennent de l'envergure politique pour que les libéraux retrouvent des chefs de file en France.

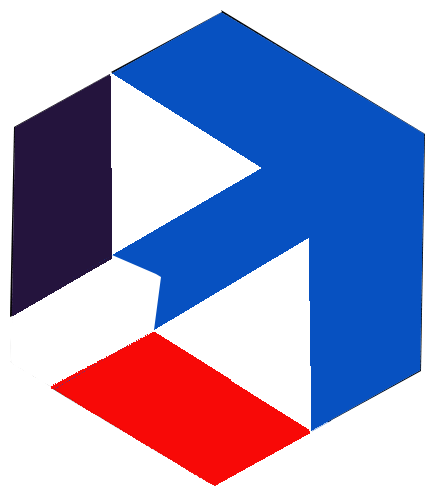
Logo du Parti républicain

Le CNIP connaît pendant les années 1960 une scission menée par VGE rassemblant au sein des Républicains indépendants les partisans d'un soutien du Général de Gaulle. Ce groupe parlementaire se transformera rapidement en un parti politique giscardien qui incarnera la famille libérale jusqu'à la création de l'UMP. Cependant, cette famille ne sera jamais en mesure de remporter les élections (législatives ou présidentielles) seules. Subissant l'opposition des gaullistes après la démission de Jacques Chirac de son poste de Premier ministre en 1976, VGE s'allie rapidement avec les partis centristes, issus de l'éclatement du MRP, qu'il regroupe lors des législatives de 1978 eu sein de l'UDF dont les deux principales composantes deviennent le Parti républicain (PR - héritier des Républicains indépendants) et le Centre des démocrates sociaux (CDS héritier du MPR).

Logo de Démocratie libérale.

Le PR deviendra une force politique forte et sera une composante importante de l'ensemble des majorités de droite jusqu'en 1997, mais son identité libérale devient quelque peu floue du fait de l'image essentiellement démocrate de l'UDF. En 1997, il change de nom pour Démocratie libérale après qu'Alain Madelin en est devenu le président. Plus que symbolique, ce nouveau nom incarne un changement d'attitude des libéraux qui assument pour la première fois l'identité idéologique de leur famille politique. En 1998, l'UDF éclate et DL devient indépendante, et devient l'alliée du RPR avec lequel elle fusionnera au sein de l'UMP en 2002. Ancrant les libéraux définitivement à droite, positionnement largement admis par la plupart d’entre eux depuis les années 1980-1990.

Logo du PLD.

Cependant d'autres partis politiques continue à vouloir structurer une famille politique libérale indépendante, au-delà du clivage droite-gauche, comme Alternative libérale ou le Parti libéral démocrate (ex-membre de l'UDI).

Logo d’Horizons

En 2017, une partie des membres des Républicains (parti successeur de l’UMP), considérant la ligne du parti comme trop droitière, créait Agir parti se voulant défenseur des idées « libérales, sociales, européennes, humanistes et réformistes ». Sur la même ligne est créé en 2021 le parti Horizons.

### Liste des partis et mouvements
| Parti                              | Années de création/dissolution | Fondateur                               | Autres dirigeants notables        | Compléments |
| ---------------------------------- | ------------------------------ | --------------------------------------- | --------------------------------- | --- |
| Républicains indépendants          | 1962-1977                      | Valéry Giscard d'Estaing                | Valéry Giscard d'Estaing          | Scission du Centre national des indépendants et paysans mené par Valéry Giscard d'Estaing. |
| Parti républicain                  | 1977-1997                      | Valéry Giscard d'Estaing                |                                   | Parti héritier des Républicains indépendants au sein de l'UDF. |
| Parti libéral                      | 1980-1986                      | Serge Dassault                          |                                   | Scission du CNIP en 1980, l'Union des libéraux indépendants devient le PL en 1981. Son fondateur adhère en 1986 au RPR.                                                                                              |
| Démocratie libérale                | 1997-2002                      | Alain Madelin                           |                                   | Nouveau nom de parti républicain. Quitte l'UDF en 1998 pour s'allier avec le RPR puis pour fusionner avec lui pour former l'UMP en 2002                                                                              |
| Union pour la démocratie française | 1978-2007                      | Jean Lecanuet, Valéry Giscard d'Estaing | François Léotard, François Bayrou | Pour son aile libérale représentée par le Parti républicain puis par Démocratie libérale. |
| Union pour un mouvement populaire  | 2002-2015                      | Jacques Chirac et Alain Juppé           |                                   | Le parti unit les libéraux de droite et du centre en 2002. Cependant le parti s'oriente plus vers la droite. |
| Alternative libérale               | 2006-2011                      | Frédéric de Harven                      | Louis-Marie Bachelot              | Il devient en 2011 un club politique associé au Nouveau Centre. |
| Parti libéral démocrate            | 2008-2019                      | Aurélien Véron                          |                                   | Scission d'Alternative libérale membre de l'UDI en 2013. En 2019, le PLD est dissous à l'occasion de sa fusion avec Objectif France.                                                                                 |
| Agir                               | 2017                           | Franck Riester                          |                                   | Dans une attitude d’abord « constructive » avec la majorité présidentielle d’Emmanuel Macron, il l’a rejoint de en 2018 avec l’entrée de Riester au gouvernement. Fait partie du collectif Ensemble citoyens.        |
| Horizons                           | 2021                           | Édouard Philippe                        |                                   | Parti s’inscrivant au sein de la majorité présidentielle d’Emmanuel Macron, rassemblant l’aile droite de celle-ci, autour de l’ancien Premier ministre Édouard Philippe. Fait partie du collectif Ensemble citoyens. |

En gras, partis encore en activité.

### Autres personnalités incarnant cette famille
- Antoine Pinay
- Patrick Devedjian
- Virginie Calmels

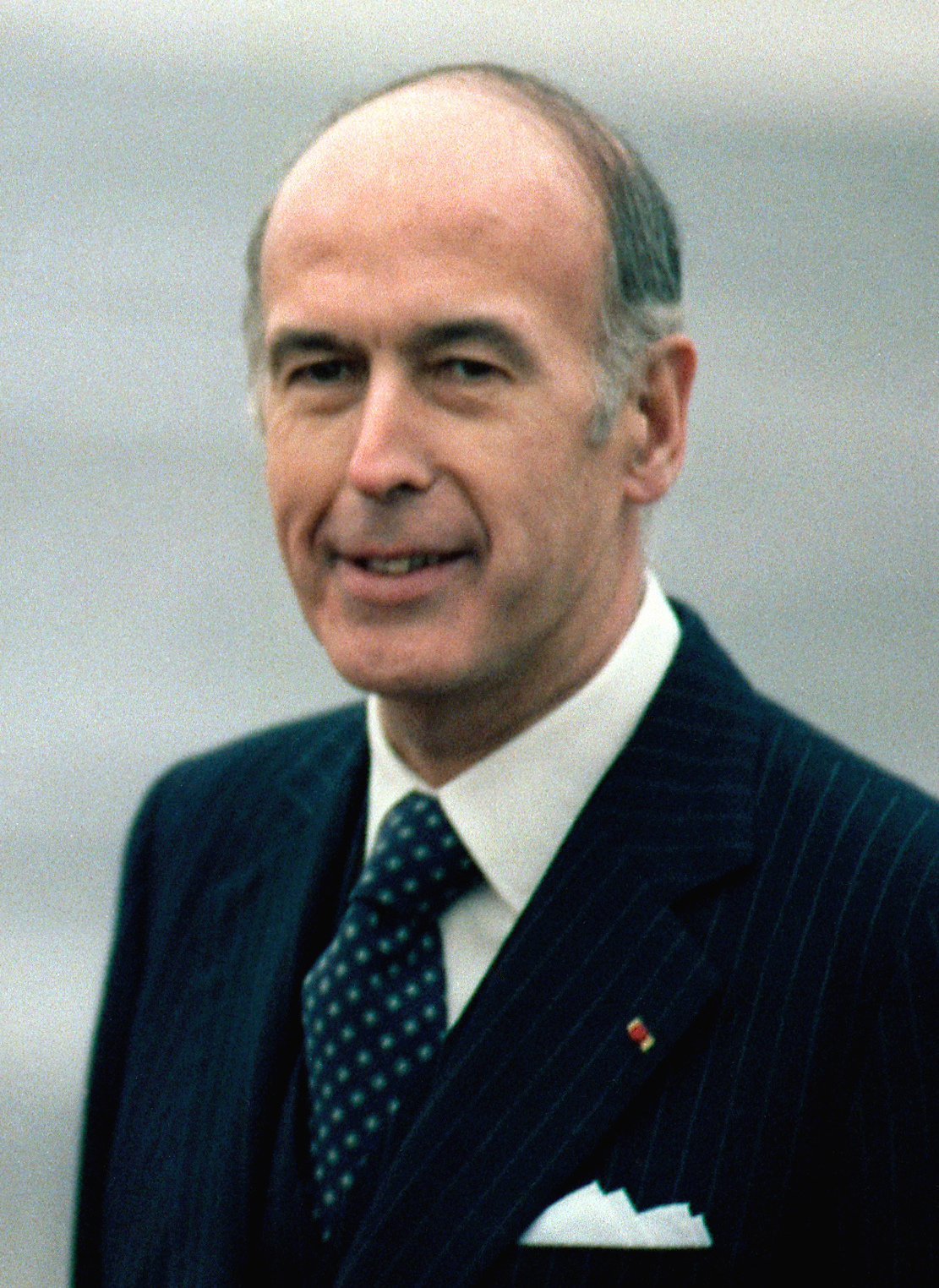
Valéry Giscard d'Estaing
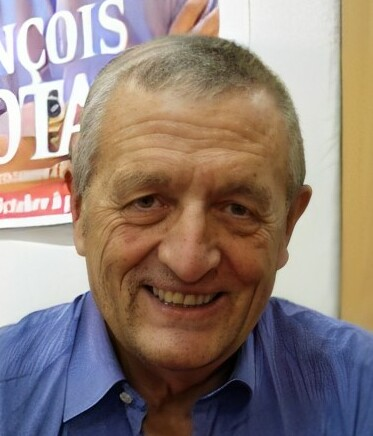
François Léotard
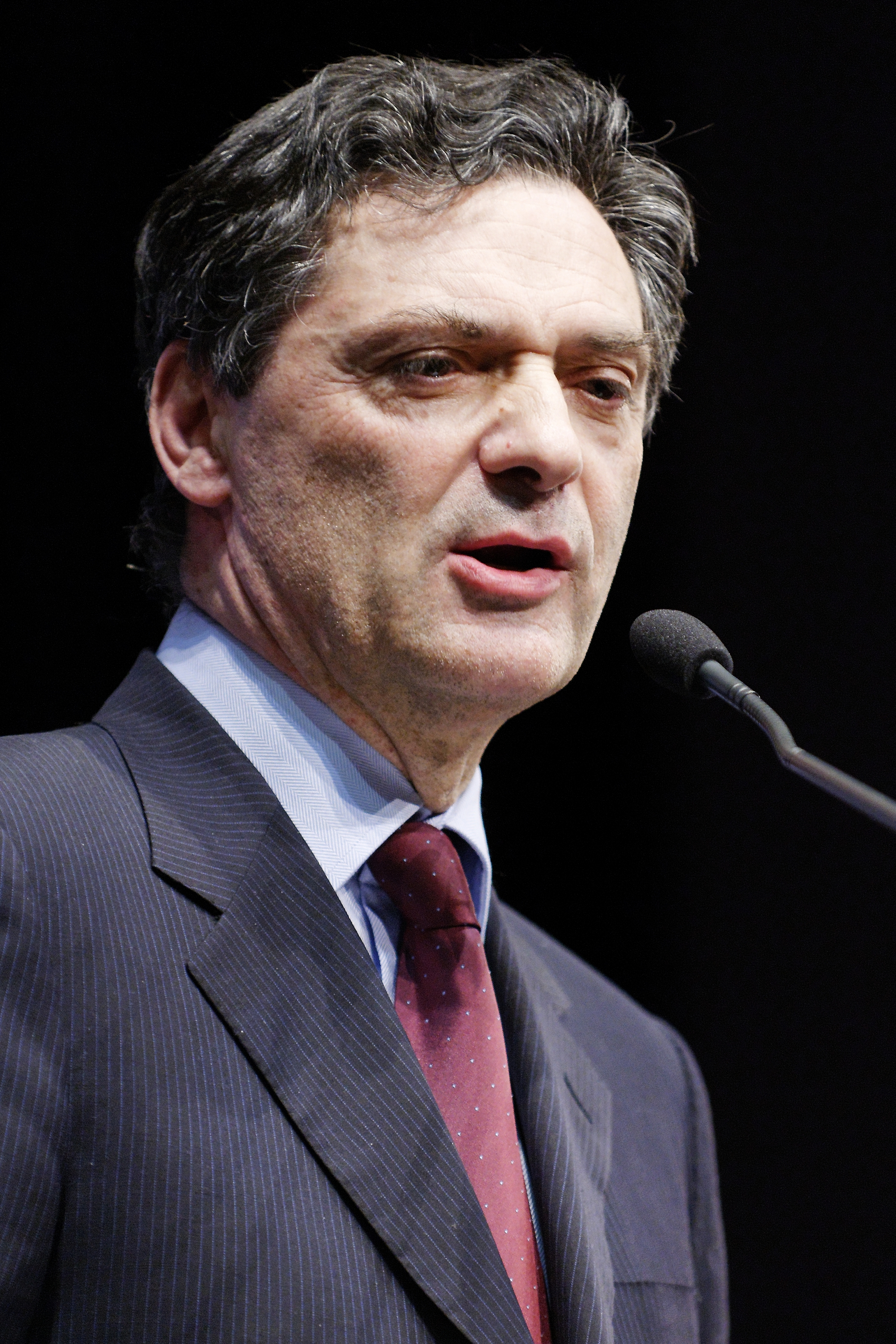
Patrick Devedjian
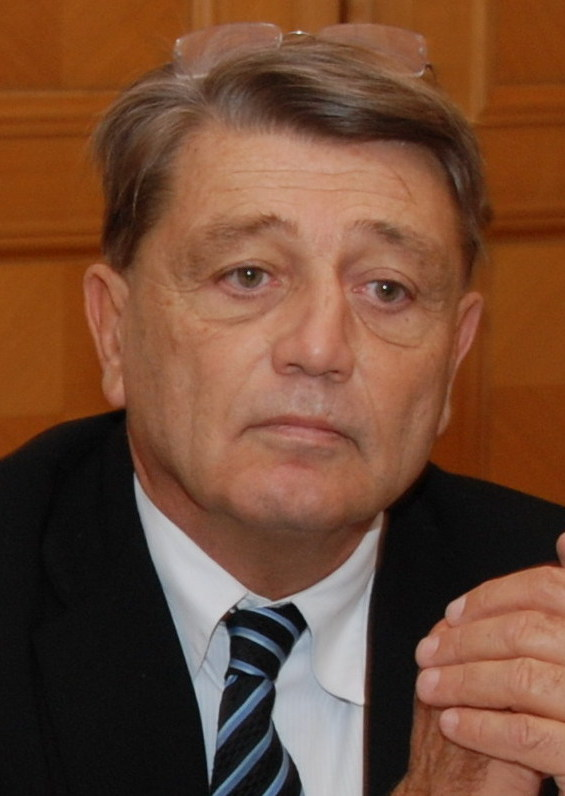
Alain Madelin

## Radicaux

### Histoire

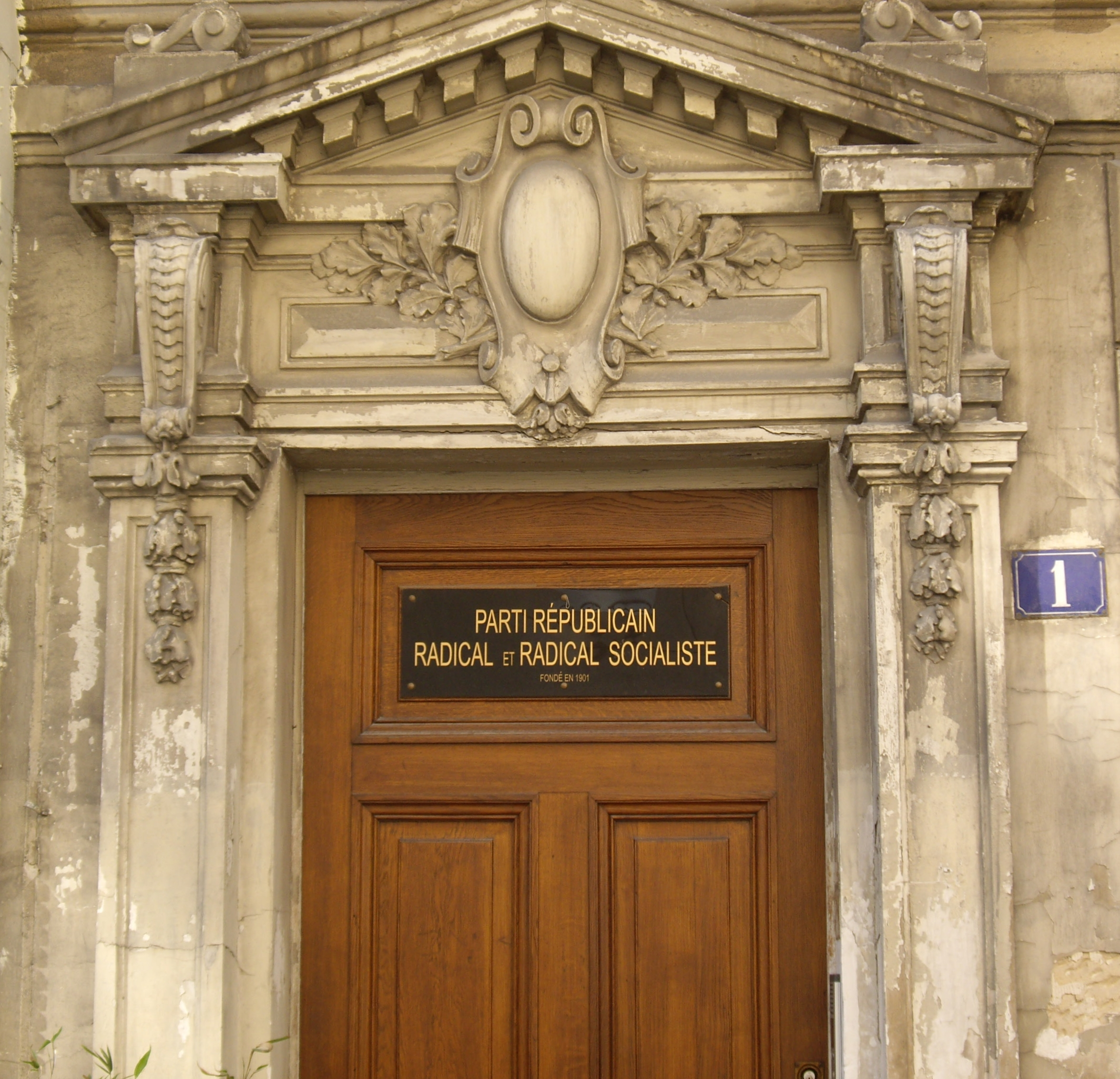
Plaque sur la porte du siège du Parti républicain radical et radical-socialiste.

Le radicalisme est l'une des plus anciennes familles politiques qui se soit structurées en France. Partisan d'une république laïque et sociale, ils sont issus de l'extrême-gauche du XIXe siècle.
Fondé en 1901, avant même la loi autorisant la création d'associations et de partis politiques, le Parti républicain, radical et radical-socialiste évoluera progressivement vers un positionnement central sur l'échiquier politique. Cela est très certainement dû à son rôle de parti pivot sous la IIIe République, et à la structuration de deux familles concurrentes à gauche : les socialistes et les communistes. Sous la Ve République, le parti perd l'essentiel de son influence électorale et rassemble des hommes politiques attachés aux valeurs radicales, mais prônant pour les uns une alliance avec les autres forces de gauche, pour les autres une alliance avec les centristes issus du MRP et les Républicains indépendants de Giscard d'Estaing.
Finalement, le parti connaît en 1971 une scission voyant la création par la tendance minoritaire du Mouvement des radicaux de gauche. En 1978, le Parti radical dit "valoisien" intègre l'Union pour la démocratie française au sein de laquelle il conserve cependant une forte autonomie.

Logo du Parti radical.

Enfin, en 2002, le parti quitte l'UDF pour s'associer avec l'UMP qu'il quitte en 2011 quand son président, Jean-Louis Borloo forme  L'Alliance républicaine, écologiste et sociale (ARES) qui a pour ambition de rassembler les formations centristes membres de la majorité présidentielle de Nicolas Sarkozy, dans la perspective d'une candidature commune à l'élection présidentielle de 2012. Finalement  Jean-Louis Borloo forme l'UDI en 2012 avec la même ambition de rassembler les centristes.

Logo du PRG.

Le MRG, devenu Parti radical de gauche, a quant à lui conclu dès sa création une alliance programmatique, électorale et financière durable avec le Parti socialiste tout en conservant son indépendance juridique.

### Liste des partis et mouvements
| Parti                             | Année de création/dissolution | Fondateur(s)                                               | Autres dirigeants notables | Compléments |
| --------------------------------- | ----------------------------- | ---------------------------------------------------------- | -------------------------- | --- |
| Parti radical (dit « valoisien ») | 1901                          | Léon Gambetta (1863), Jean-Jacques Servan-Schreiber (1971) | Laurent Hénart             | Parti fondateur et membre de l'UDF (1978-2002) puis parti associé à l'UMP de 2002 à 2011, membre de l'UDI entre 2012 et 2017. Il fonde le Mouvement radical en 2017 avec le PRG et est mis en sommeil. Le parti est réactivé en 2021 et devient membre du collectif Ensemble citoyens soutenant l’action d’Emmanuel Macron. |
| Radicaux indépendants             | 1928-1958                     |                                                            |                            | Les radicaux indépendants, principalement alliés aux forces politiques de droite, n'étaient pas structurés en un véritable parti politique. |
| Parti radical de gauche           | 1972                          | Maurice Faure, Robert Fabre                                | Guillaume Lacroix          | Scission du Parti radical (aile gauche), Mouvement des radicaux de gauche (MRG) de 1973 à 1994, il devient allié du Parti socialiste. De 2017 à 2019, le PRG fait partie du Mouvement radical, qu’il quitte avant d’être dissout en son sein. Redevenu indépendant, il n’envisage des alliances qu’avec des partis de gauche. |
| Parti démocrate français          | 1982-1988 (1978 pour FDR)     | Guy Gennesseaux                                            |                            | Scission de l'aile libérale du MRG opérée par des proches de Robert Fabre en 1978 sous la forme de la Fédération pour une démocratie radicale (FDR), qui intégrera le Parti radical (1979) avant de le quitter (1981) pour fonder en 1982 un parti indépendant (PDF). Le parti s'alliera avec le Parti libéral (1985) puis deviendra un mouvement associé au Parti républicain, puis du RPR avant d'être mis en sommeil à partir de 1988. |
| Union des républicains radicaux   | 2002-2008                     | Emmanuel Dupuy                                             |                            | Issue des radicaux ayant soutenus Jean-Pierre Chevènement en 2002, l'U2R soutint François Bayrou en 2007 avant de se rapprocher des Progressistes pour intégrer finalement La Gauche moderne, puis Les Centristes. |
| Mouvement radical                 | 2017-2021                     | Sylvia Pinel et Laurent Hénart                             |                            | Issu de la fusion du PRG et du PRV en 2017. En 2019, le PRG quitte le MR. En 2021, le Mouvement radical est dissous au sein du Parti radical, qui est réactivé. |
| Les Radicaux de gauche            | 2017                          | Virginie Rozière et Stéphane Saint-André                   |                            | Scission du PRG, rassemblant les membres opposés à la création du MR. |

En gras, partis encore en activité.

### Autres personnalités incarnant cette famille

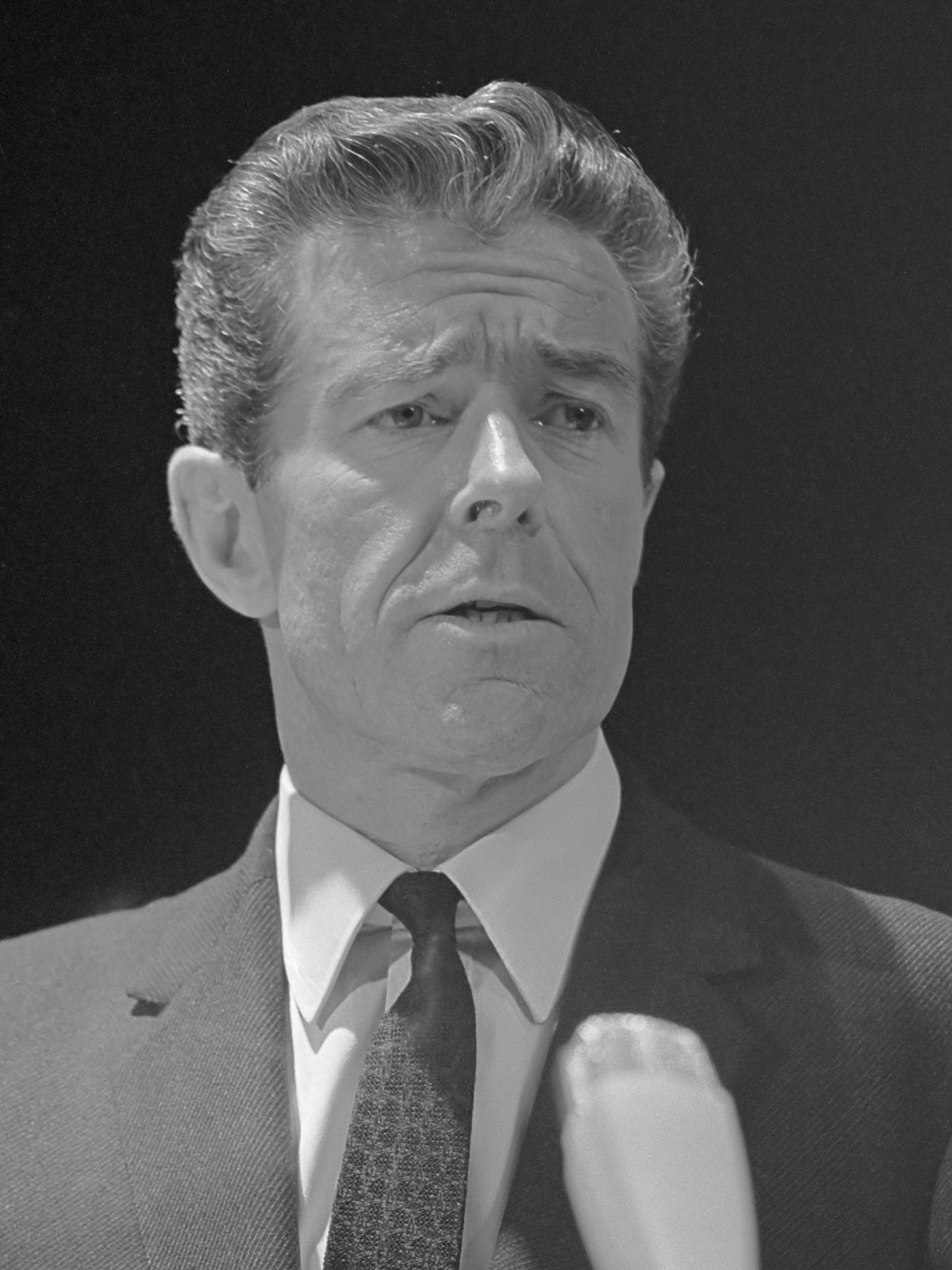
Jean-Jacques Servan-Schreiber
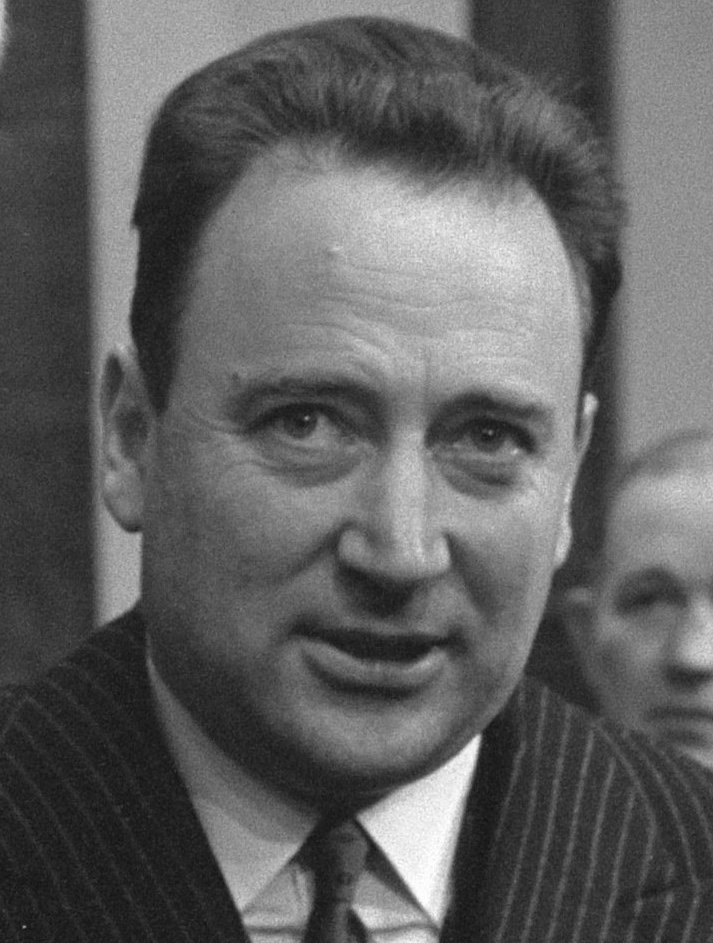
Maurice Faure
- Robert Fabre
- Jean Médecin
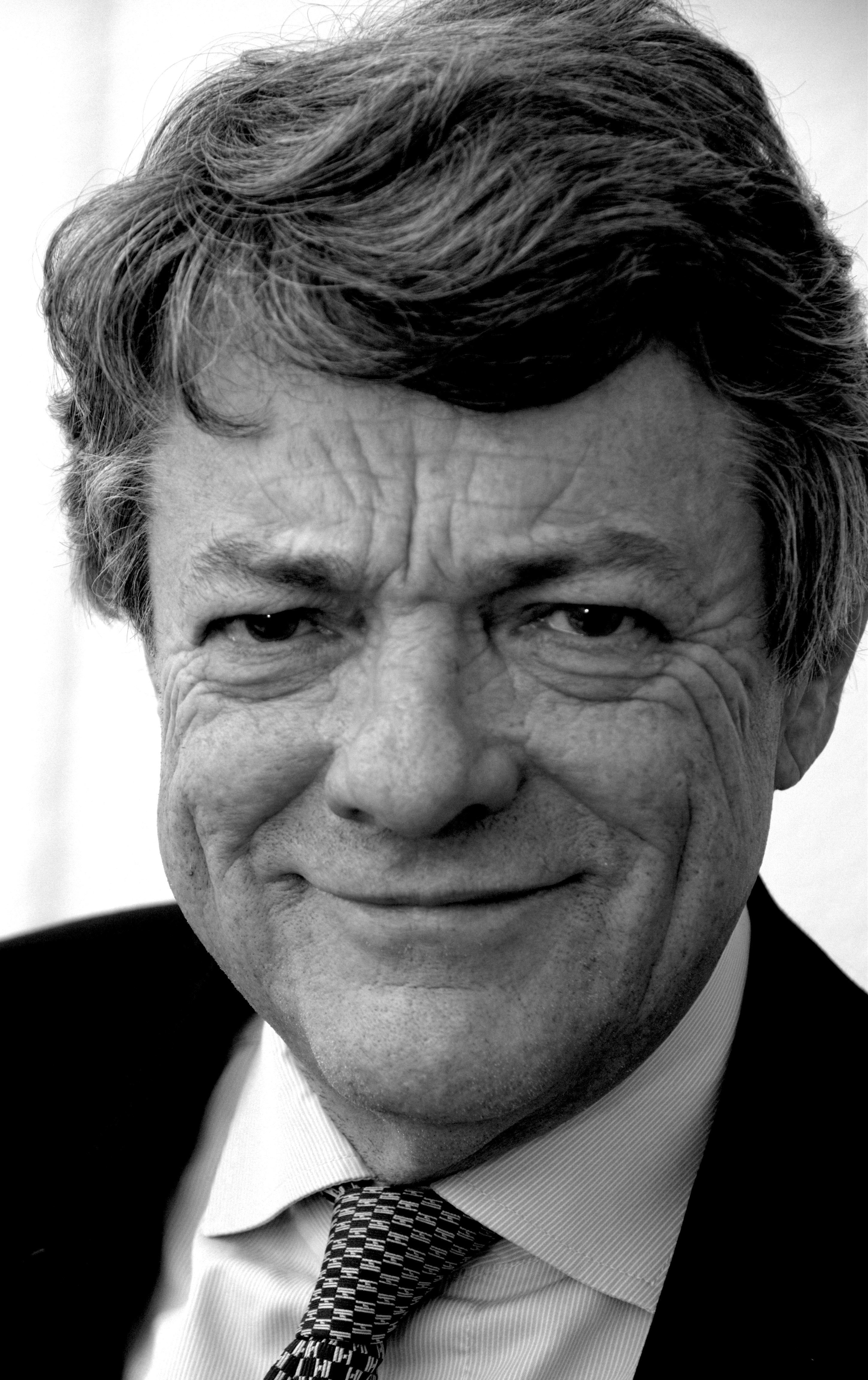
Jean-Louis Borloo
- Jean-Michel Baylet
- Roger-Gérard Schwartzenberg
- François Huwart
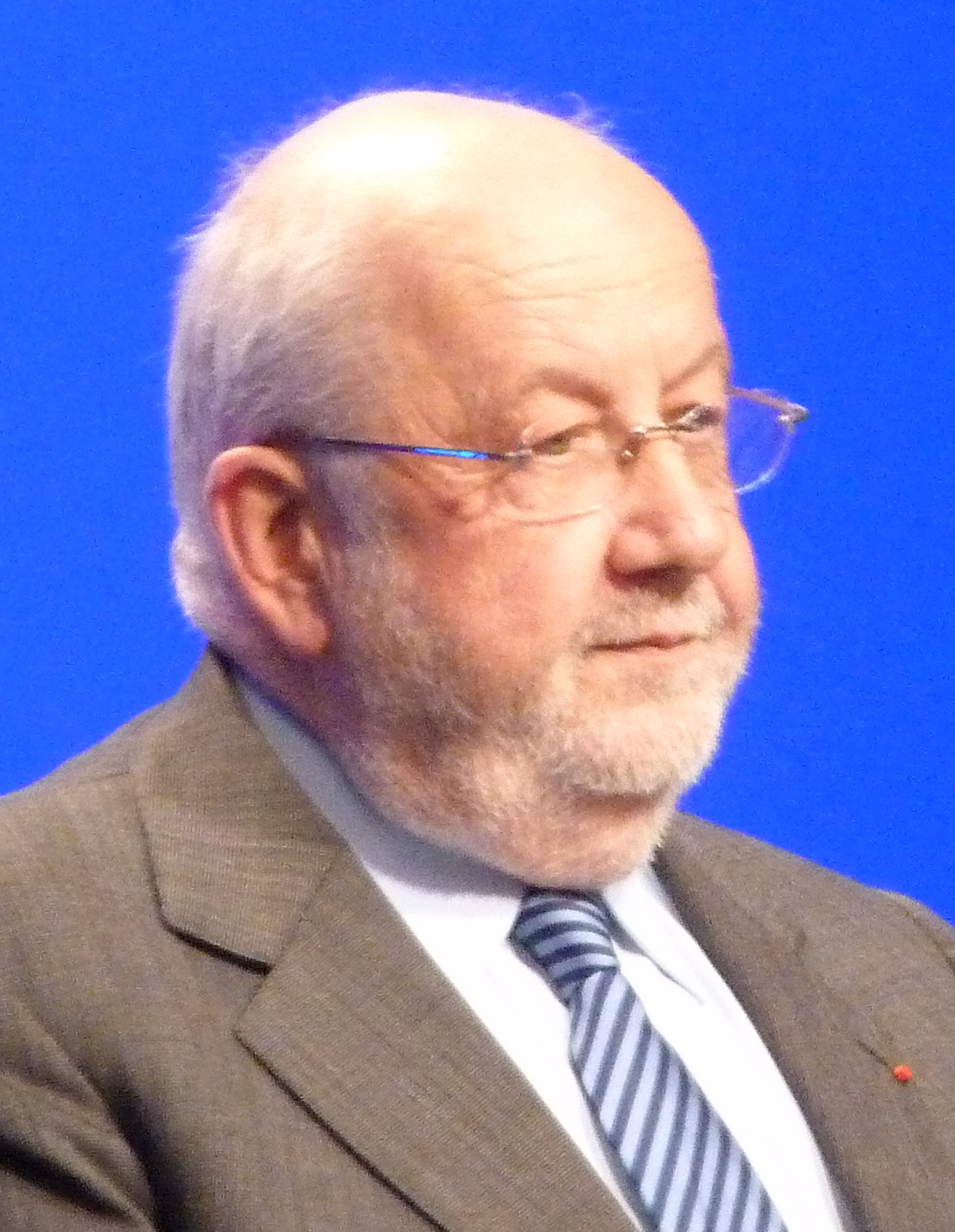
André Rossinot
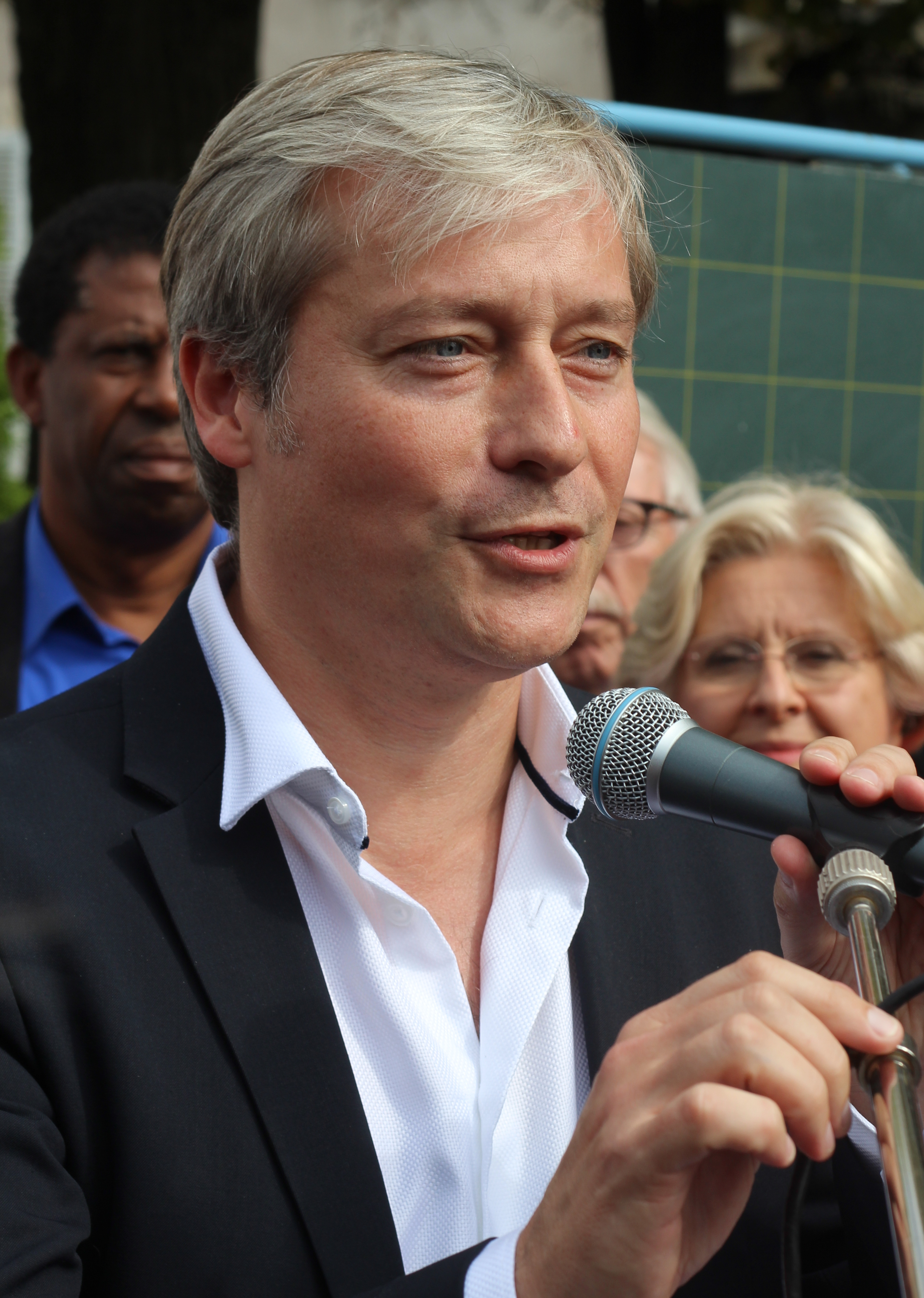
Laurent Hénart
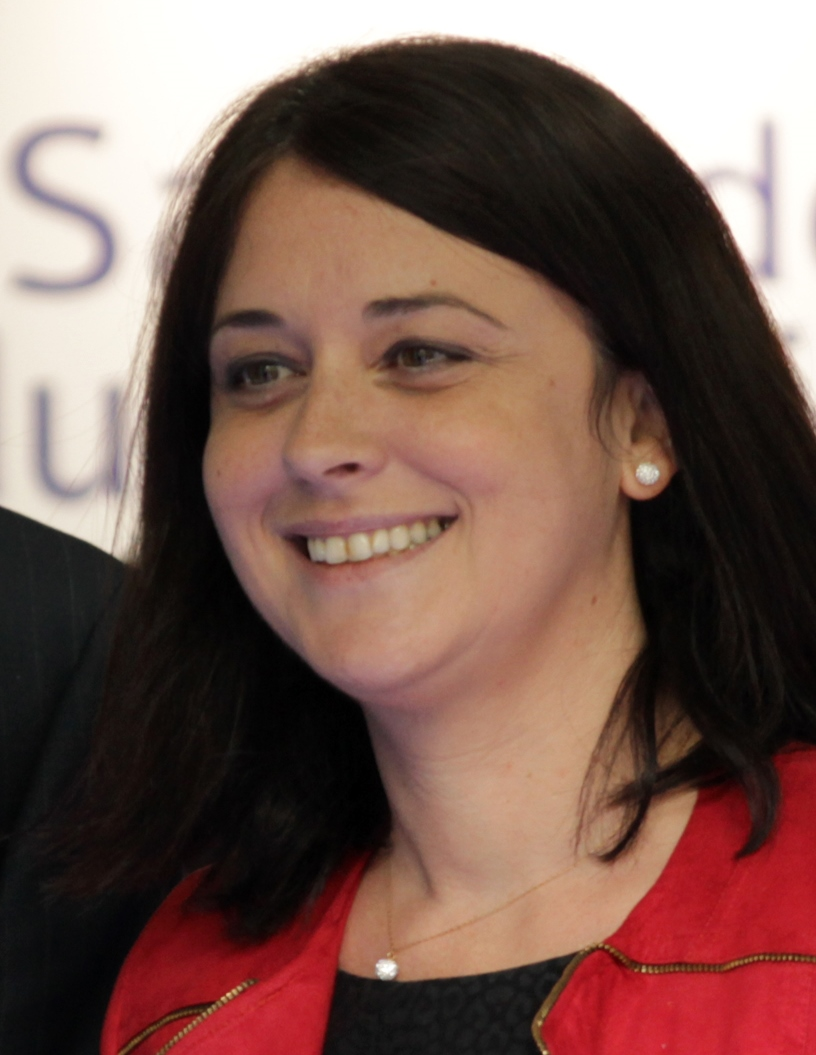
Sylvia Pinel
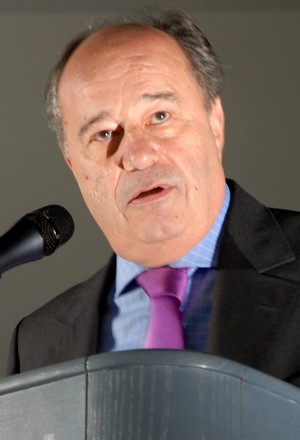
Jean-Michel Baylet
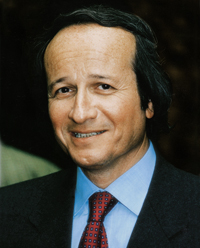
Roger-Gérard Schwartzenberg

- François Loos
- Serge Lepeltier
- Rama Yade
- Yves Jégo
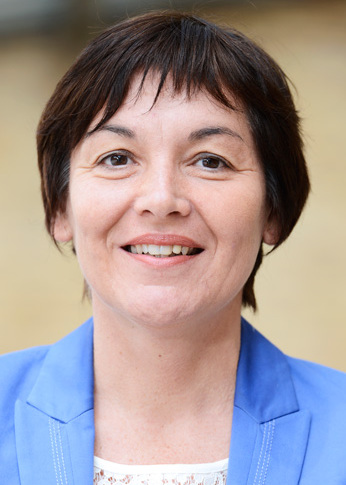
Annick Girardin
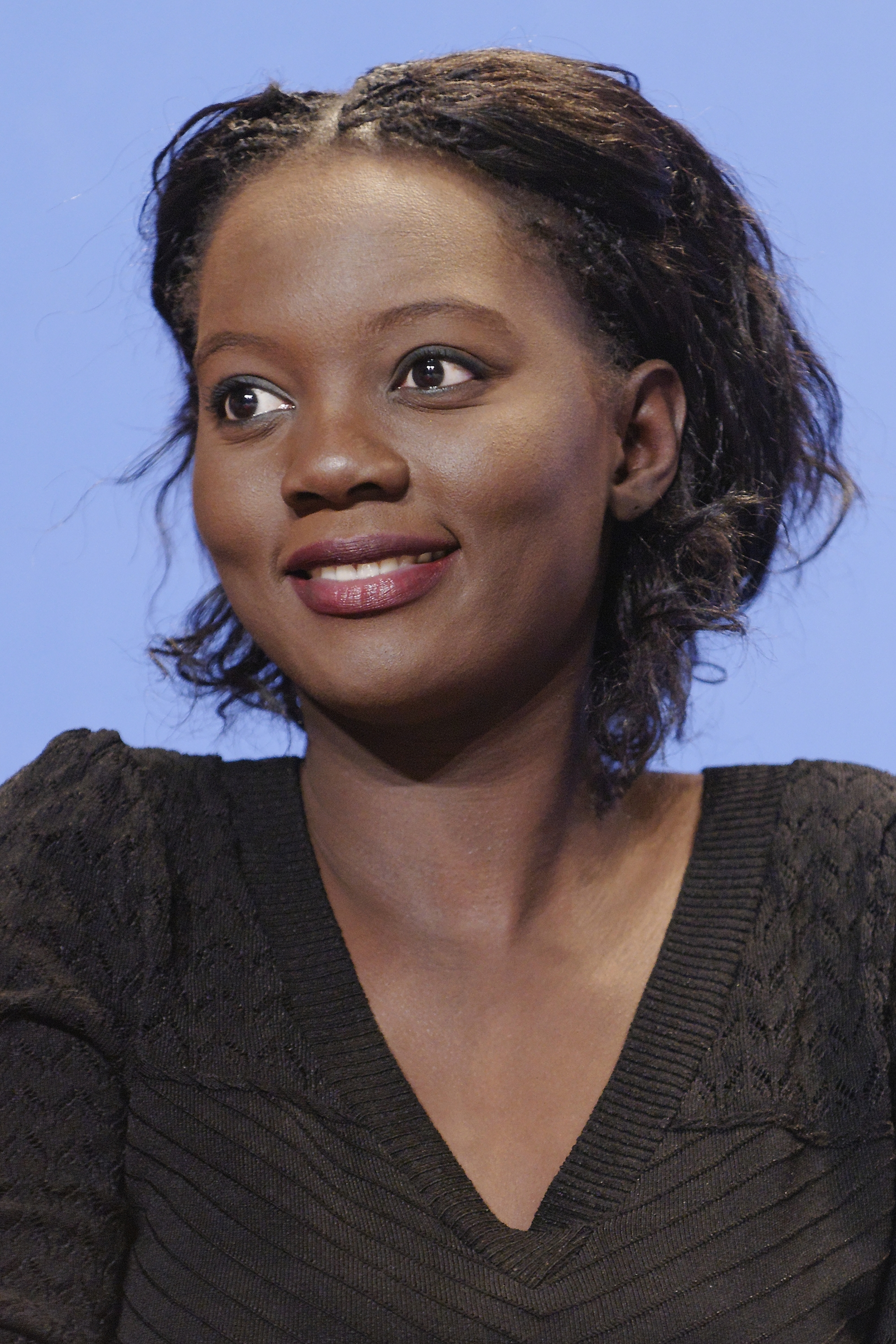
Rama Yade
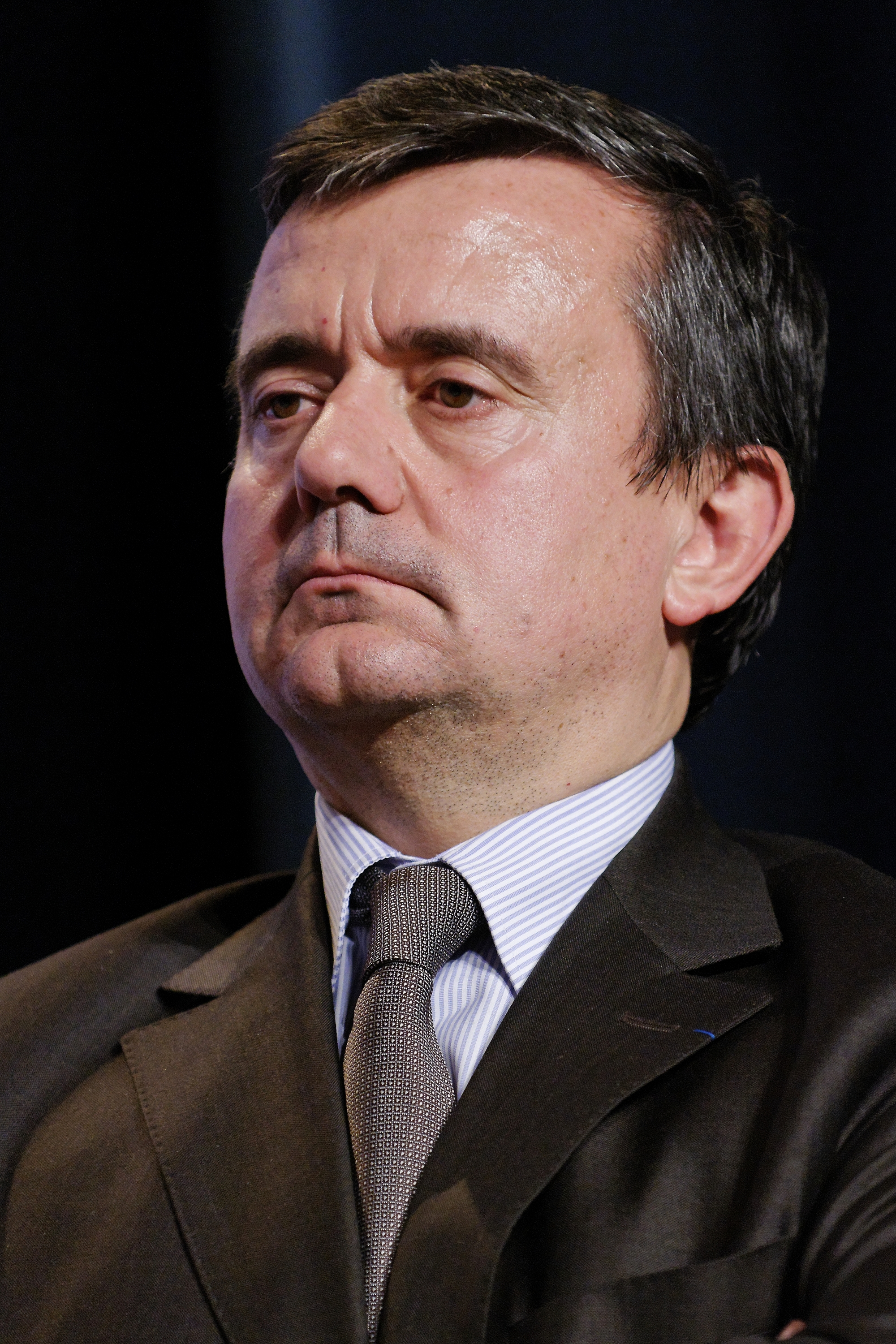
Yves Jégo
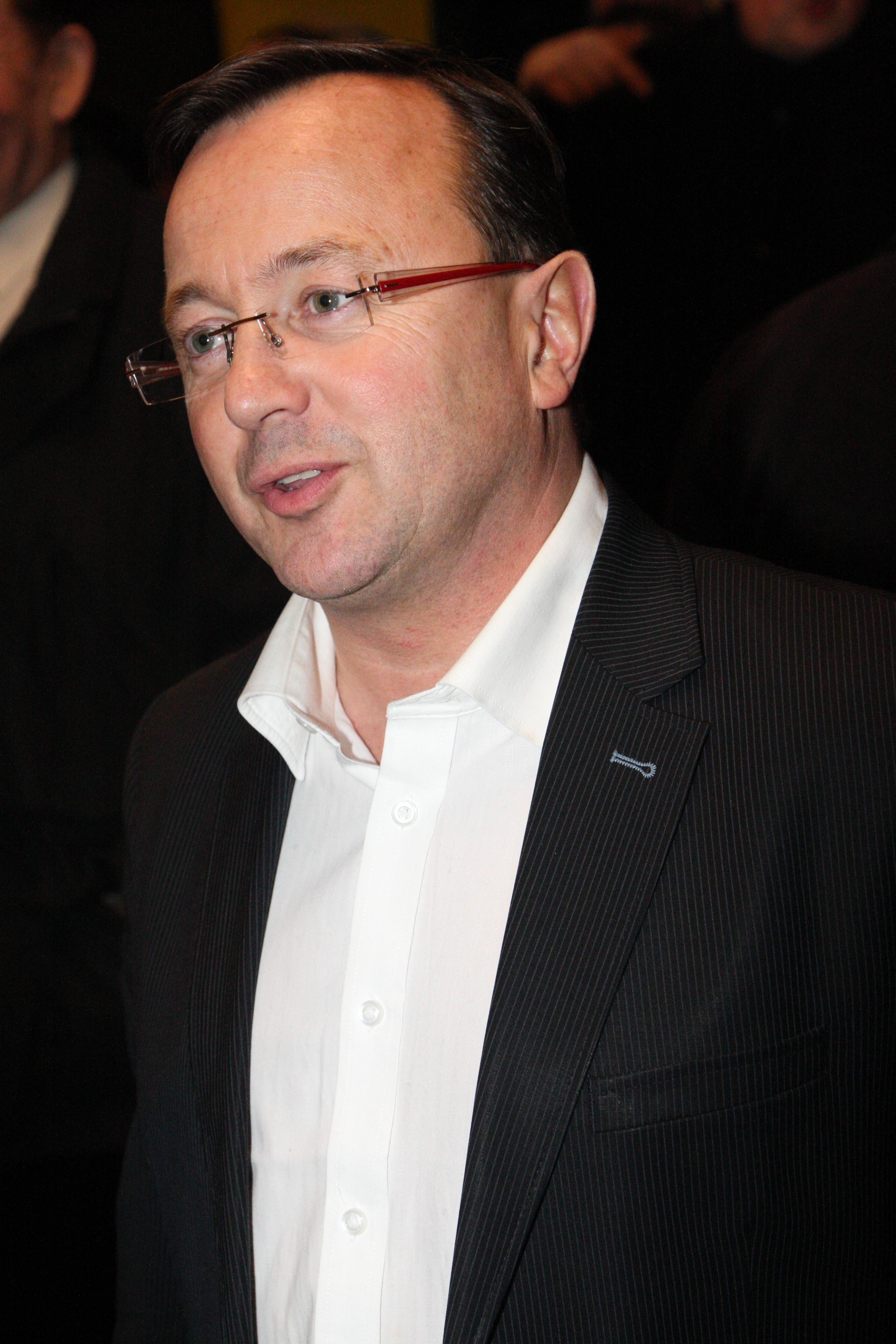
Stéphane Saint-André

- Jean-Jacques Servan-Schreiber
- Maurice Faure
- Jean-Louis Borloo
- André Rossinot
- Laurent Hénart
- Sylvia Pinel
- Jean-Michel Baylet
- Roger-Gérard Schwartzenberg
- Annick Girardin
- Rama Yade
- Yves Jégo
- Stéphane Saint-André

## Sociaux-démocrates, sociaux-libéraux et progressistes

### Histoire
Au-delà des radicaux, le centre gauche rassemble en France deux grands courants issus du socialisme modéré : les sociaux-démocrates et les sociaux-libéraux.

#### Sociaux-démocrates

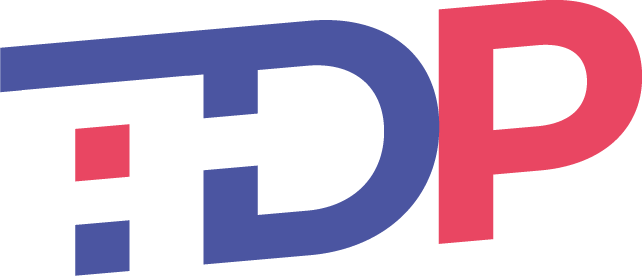
Logo de Territoires de progrès

La social-démocratie française s'est essentiellement exprimée au sein du Parti socialiste dont plusieurs membres se réclamaient dans le courant des années 2000. Ils ne revendiquaient cependant pas un positionnement central sur l'échiquier politique, mais au contraire un ancrage à gauche qui restaient très majoritaire et incarné notamment par des personnalités comme Dominique Strauss-Kahn. Les chrétiens de gauche, qui se sont d'abord structurés dans le secteur syndical (Confédération française des travailleurs chrétiens) et des organisations de jeunesse (Jeunesse étudiante chrétienne), ont participé pour certains au MRP, puis au Parti socialiste, comme Jacques Delors. De nombreuses personnalités socialistes protestantes (ou issus de familles protestantes), comme Michel Rocard, ont incarné au sein de la « Deuxième gauche » un socialisme plus proche des forces du centre que de la gauche communiste. En 2020 est créé Territoires de progrès, un parti se revendiquant comme social-démocrate faisant partie de la majorité présidentielle d’Emmanuel Macron.

#### Sociaux-libéraux

Logo de Renaissance.

Courant plus récent, les sociaux-libéraux sont issus des sociaux-démocrates. Ils se sont progressivement structurés au sein du Parti socialiste (tout en restant extrêmement minoritaires) en revendiquant une ligne politique inspirée de la social-démocratie et du nouveau travaillisme britannique incarné par Tony Blair. Gérard Collomb a été une figure de ce courant. Certains ont franchi le pas, à l’image de Jean-Marie Bockel ou Éric Besson, et ont rejoint, en 2007, le candidat de la famille libérale, Nicolas Sarkozy. Aujourd'hui le social-libéralisme s'exprime principalement au sein de Renaissance (bien que le mouvement ne s'en réclame pas et préfère employer le terme progressiste) parti fondé par Emmanuel Macron, ancien ministre d'un gouvernement socialiste, avec l'appui de personnalités du centre, de droite et de gauche.

#### Progressistes
Plus encore que le parti homonyme d’Éric Besson, Renaissance revendique une identité progressiste. Axé sur l’écologie, le libéralisme sociétal et l’europhilie, le progressisme dépasse les considérations économiques. La terminologie « progressiste » n’y fait d’ailleurs pas référence, à l’inverse du social-libéralisme. Le progressisme est en outre défendu en France par des partis ou personnalités aux positions économiques diverses, allant de l’ancienne ministre libérale Nathalie Kosciusko-Morizet au mouvement social-démocrate Place publique.

### Liste des partis et mouvements
| Parti                                                                       | Année de création / dissolution | Fondateur(s)                                                   | Autres dirigeants notables | Compléments |
| --------------------------------------------------------------------------- | ------------------------------- | -------------------------------------------------------------- | -------------------------- | --- |
| Le Sillon                                                                   | 1902-1910                       | Marc Sangnier                                                  |                            | "Renaît" en 1912 sous la forme de la Ligue de la jeune république. |
| Ligue de la jeune République                                                | 1912-1957                       | Marc Sangnier                                                  |                            | Fondateur de l'Union de la gauche socialiste en 1957. |
| Union démocratique et socialiste de la Résistance                           | 1945-1964                       | François Mitterrand, René Pleven                               |                            | Se dissout dans la Convention des institutions républicaines en 1964-1965. |
| Union de la gauche socialiste                                               | 1957-1960                       |                                                                |                            | Fondateur du Parti socialiste unifié en 1960. |
| Convention des institutions républicaines                                   | 1964-1971                       | François Mitterrand                                            |                            | Fondateur du Parti socialiste au congrès d'Épinay en 1971. |
| Objectif socialiste                                                         | 1965-1971                       | Robert Buron                                                   |                            | Issus notamment du MRP, ses membres intègrent le Parti socialiste au congrès d'Épinay de 1971. La motion qu'ils y présenteront recueillera 0,5 % des suffrages. |
| Parti de la démocratie socialiste                                           | 1970-1973                       | Émile Muller                                                   |                            | Fondateur du Mouvement démocrate-socialiste (devenu par la suite le Parti social-démocrate) |
| Parti socialiste                                                            | 1969                            | François Mitterrand (1971)                                     | Olivier Faure              | Courant Socialisme et démocratie qui rassemble les sociaux-démocrates du PS. |
| Parti social-démocrate                                                      | 1973-1995                       | Max Lejeune, Émile Muller                                      | André Santini              | Fondateur de l'UDF en 1978 et de Force démocrate en 1995. |
| Initiative européenne et sociale                                            | 2006-?                          | Marc d'Héré                                                    |                            | Fondée par d'anciens membres du PS, IES s'est alliée au Nouveau Centre aux élections législatives de 2007. Son président est devenu secrétaire général des Progressistes en septembre 2007. |
| La Gauche moderne                                                           | 2007-2017 (inactif)             | Jean-Marie Bockel                                              |                            | Composante de l’UDI.Parti inactif depuis juillet 2017. |
| Les Progressistes                                                           | 2007-2017 (inactif)             | Éric Besson                                                    |                            | |
| Mouvement des progressistes (Mouvement unitaire progressiste jusqu'en 2014) | 2009                            | Robert Hue                                                     | François Béchieau          | Scission du Parti communiste français, il s’oriente progressivement vers le centre jusqu’à soutenir et intégrer la majorité présidentielle d’Emmanuel Macron de 2017 à 2018. Il se réoriente néanmoins à gauche à partir de 2018 et fait partie du pôle écologiste depuis 2021.                                                                         |
| La République en marche                                                     | 2016                            | Emmanuel Macron                                                | Stanislas Guerini          | Fondé en mai 2016 dans le but d'appuyer la candidature d'Emmanuel Macron pour l'élection présidentielle de 2017. Devenu le parti présidentiel et majoritaire à l'Assemblée nationale depuis l'élection de son fondateur en mai 2017, il s'appuie sur des personnalités venant de la gauche et de la droite. Fait partie du collectif Ensemble citoyens. |
| Place publique                                                              | 2018                            | Raphaël Glucksmann, Thomas Porcher, Claire Nouvian, Jo Spiegel | Mathilde Maulat            | Le parti se projette résolument vers les autres composantes de gauche, plutôt que vers La République en marche, malgré un positionnement au centre-gauche. |
| Territoires de progrès                                                      | 2020                            | Jean-Yves Le Drian, Olivier Dussopt                            |                            | Le parti souhaite incarnée l’aile gauche de la majorité présidentielle d’Emmanuel Macron. Fait partie du collectif Ensemble citoyens. |

En gras, partis encore en activité.

### Autres personnalités incarnant cette famille
- Pierre Mendès France

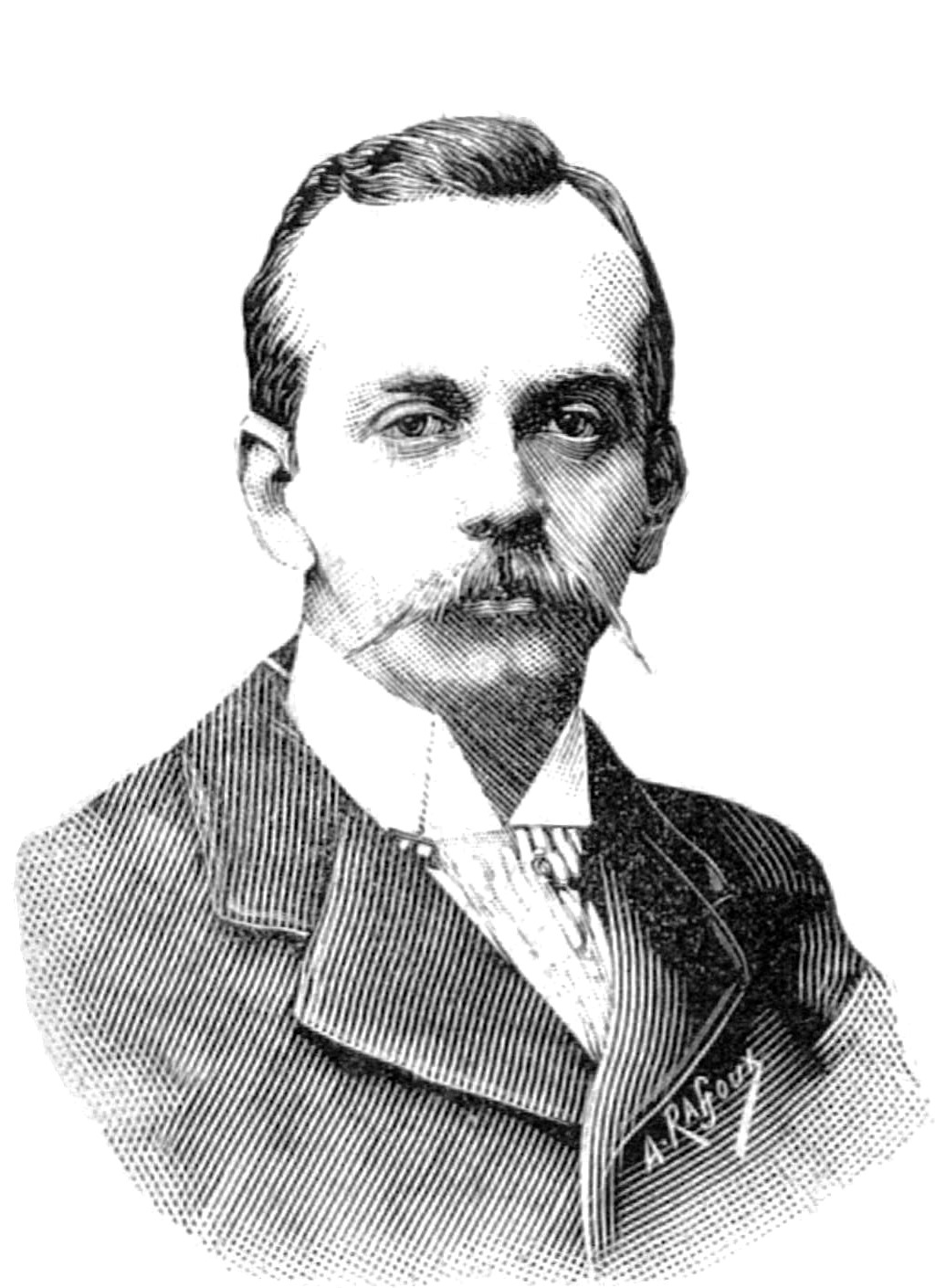
Marc Sangnier
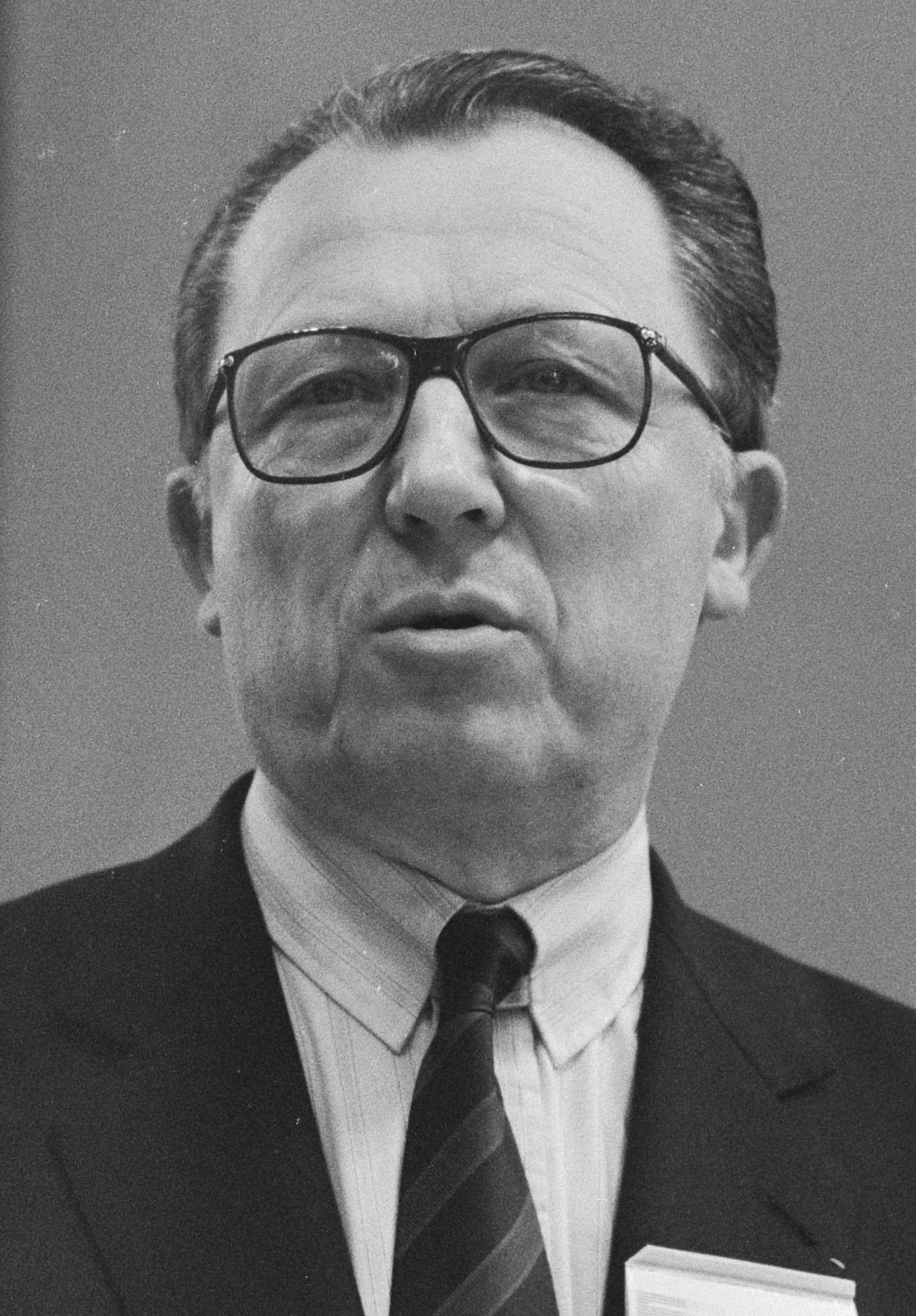
Jacques Delors
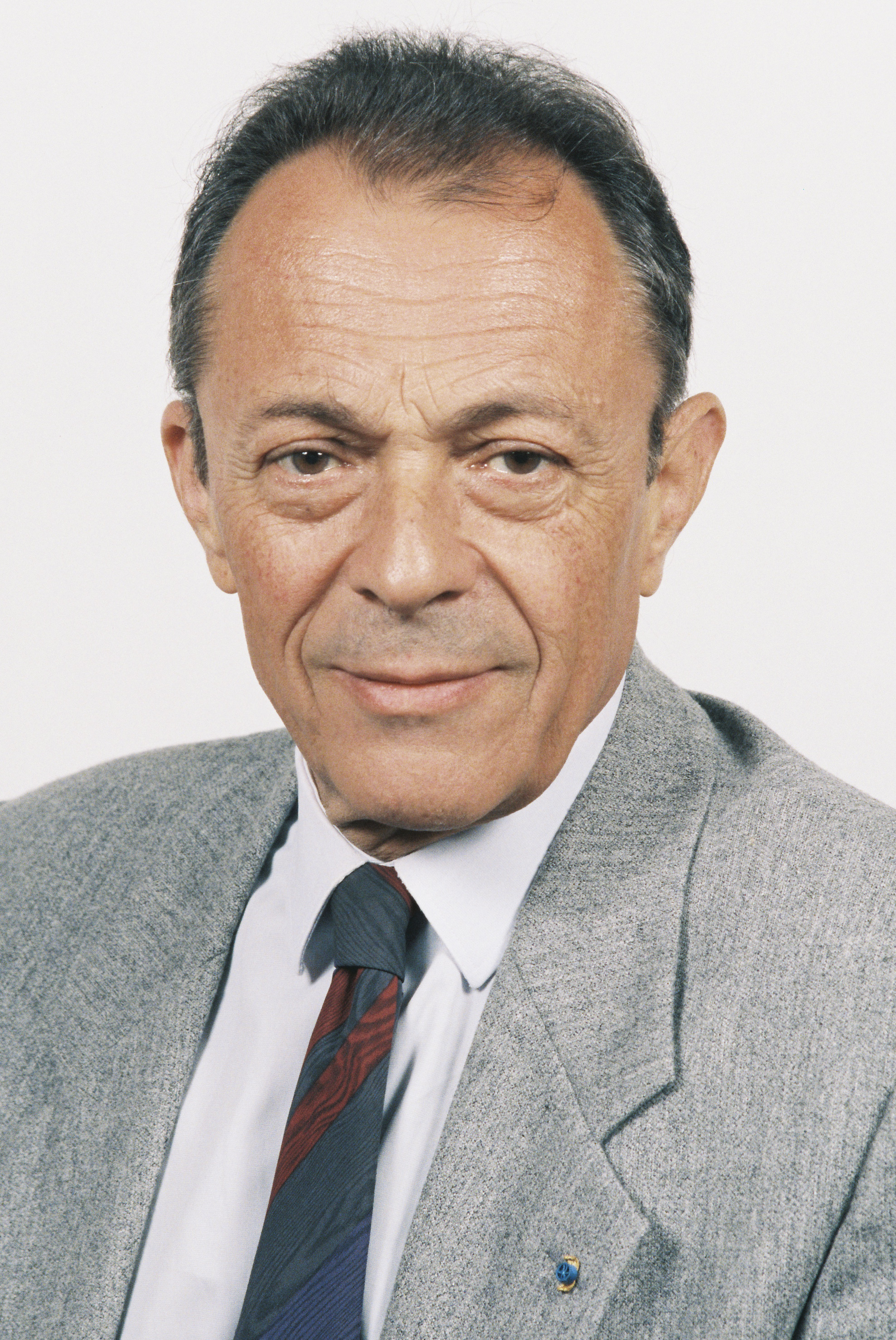
Michel Rocard
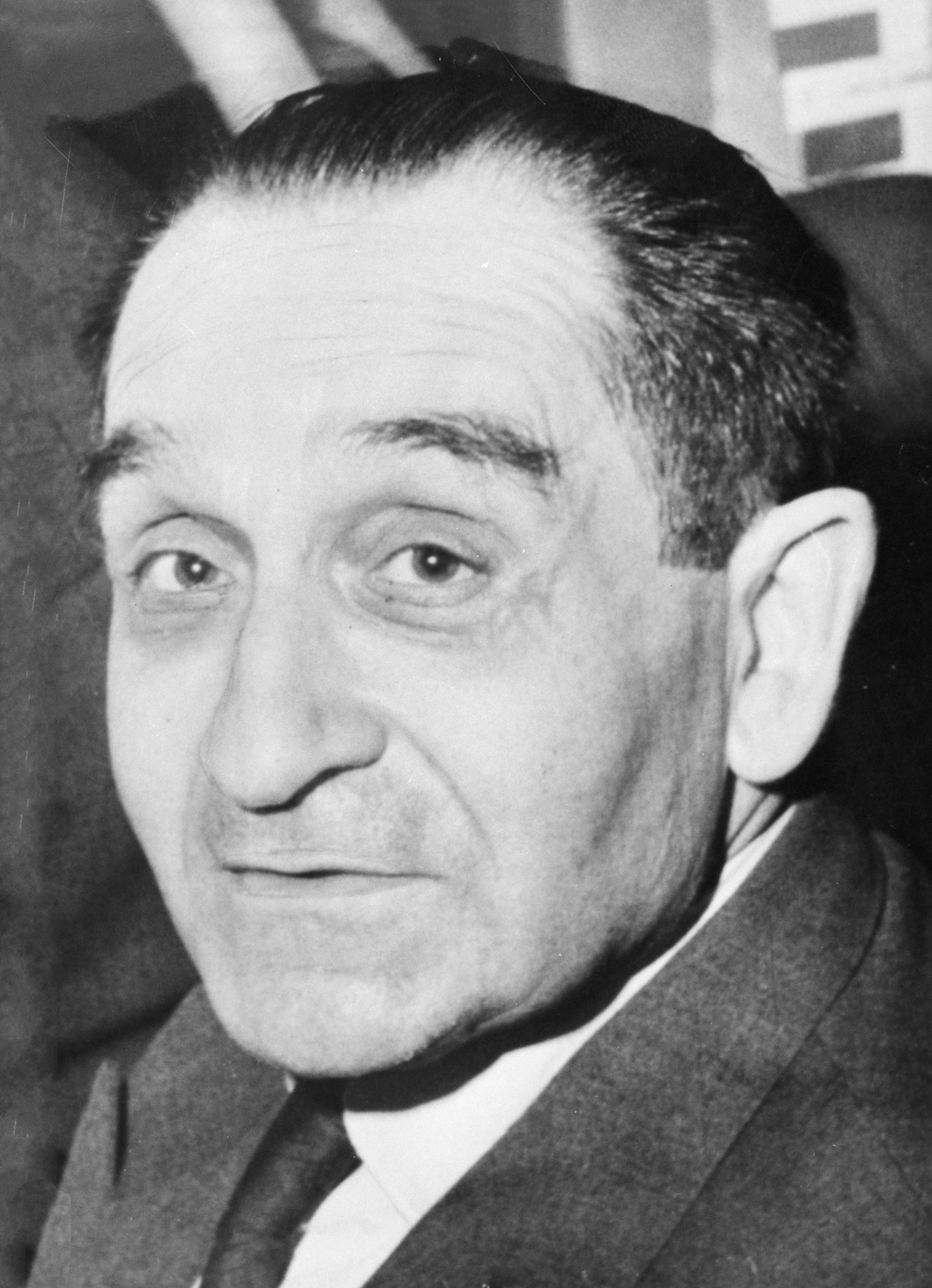
Pierre Mendès France
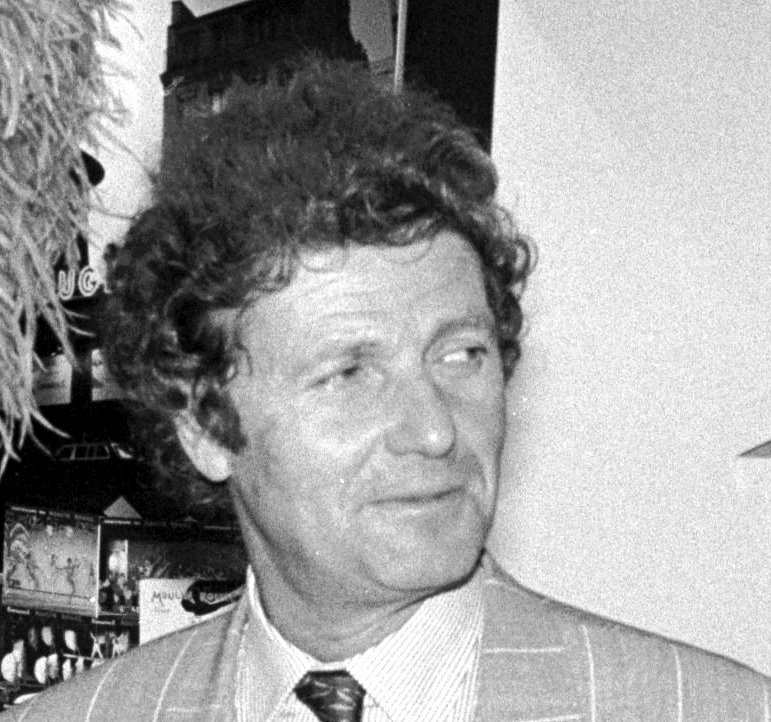
Olivier Stirn
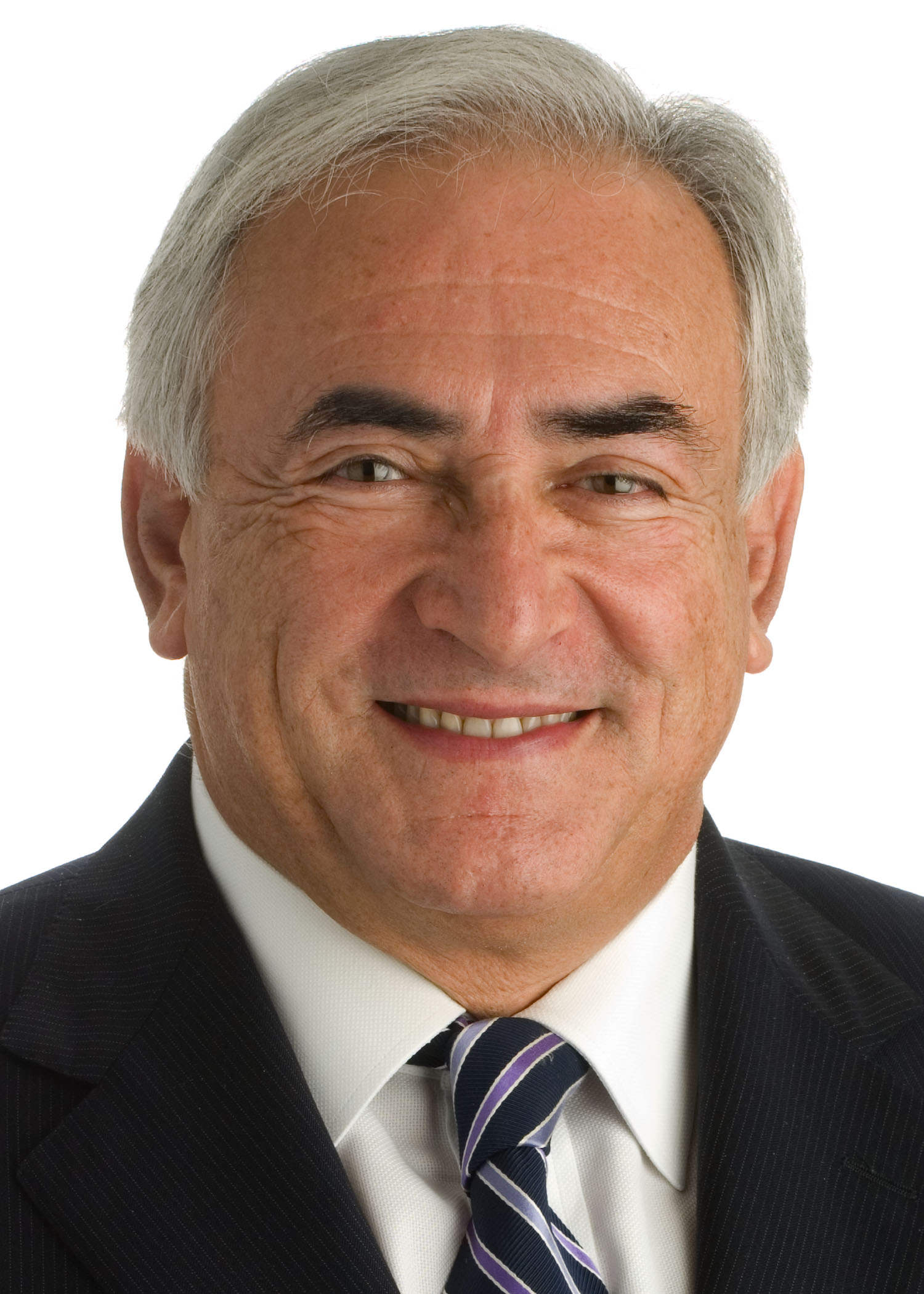
Dominique Strauss-Kahn
- Gérard Collomb
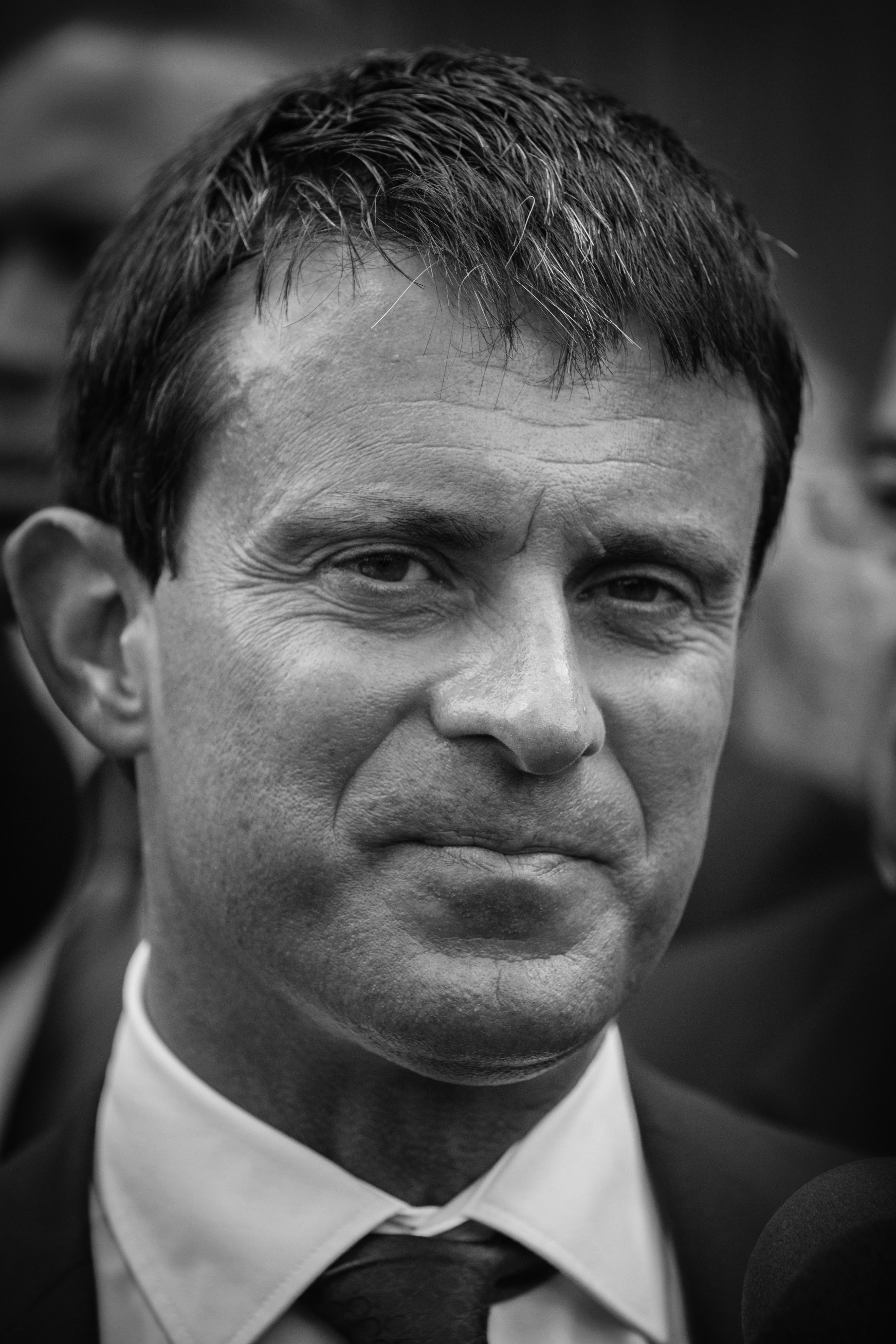
Manuel Valls
- Pascal Lamy
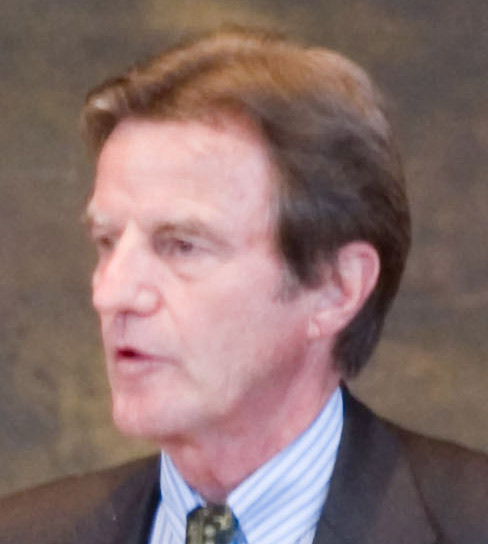
Bernard Kouchner
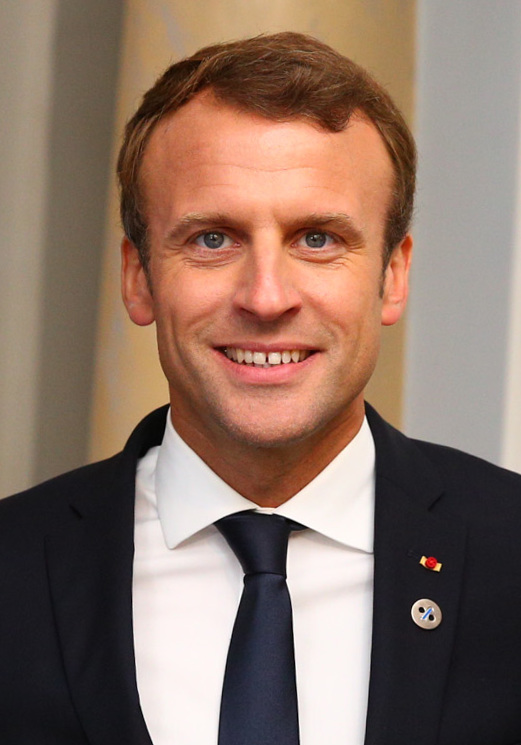
Emmanuel Macron

- Nathalie Kosciusko-Morizet

- Marc Sangnier
- Jacques Delors
- Michel Rocard
- Pierre Mendès France
- Olivier Stirn
- Dominique Strauss-Kahn
- Manuel Valls
- Bernard Kouchner
- Emmanuel Macron

## Bonapartistes et gaullistes sociaux

### Histoire
Le bonapartisme, identifié par René Rémond comme l’une des trois droites existant en France (Les Droites en France, 1954) et dont le gaullisme est un héritier direct, a aussi largement inspiré le centre et le centre-gauche, par son aspect transpartisan et sa doctrine sociale. Une partie des gaullistes sociaux et les gaullistes de gauche incarnent ainsi, sous la Ve République, la branche centriste et centre-gauche du césarisme à la française.
À l’inverse des gaulliste sociaux, depuis toujours membres des partis gaullistes de droite, les gaulliste de gauche se sont structurés de manière indépendante, au sein notamment de l’UDT, jusque dans les années 1980. À partir de ce tournant, ils se sont ralliés soit au néo-gaullisme du RPR, soit à la gauche traditionnelle par rapprochement avec le PS lors de l'alternance de 1981, rejoignant la majorité présidentielle sans pour autant s'organiser dans une structure commune.
Le Pôle républicain de Jean-Pierre Chevènement peut néanmoins être considéré comme une survivance partisane du gaullisme de gauche, au tournant des années 2000. Lui a succédé, après l'échec de son fondateur à l'élection présidentielle de 2002, le Mouvement des citoyens, qui réunit toujours une partie des républicains, des gaullistes et des souverainistes de gauche mais dont l’audience politique est plus confidentielle.
Par la suite, le parti République solidaire, fondé par Dominique de Villepin en 2010, veut incarner un gaullisme social ancré au centre-droit.

### Liste des partis et mouvements
| Parti                                                                     | Année de création / dissolution    | Fondateur(s)                                                                     | Autres dirigeants notables | Compléments |
| ------------------------------------------------------------------------- | ---------------------------------- | -------------------------------------------------------------------------------- | -------------------------- | --- |
| Union démocratique du travail                                             | 1959-1967                          | Louis Vallon, René Capitant, Jacques Debû-Bridel                                 |                            | Le parti réunit les soutiens de gauche du Général de Gaulle, plus progressistes sur les questions économiques et sociales que la frange majoritaire du gaullisme.           |
| Mouvement des démocrates                                                  | 1974-1984                          | Michel Jobert                                                                    |                            | Proche du PS de François Mitterrand. |
| Mouvement des citoyens                                                    | 1993-2003 2018                     | Jean-Pierre Chevènement                                                          | Jean-Marie Alexandre       | Membre du Pôle républicain. Refondé en 2018 à la suite du rapprochement de la direction du MRC avec La France insoumise.                                                    |
| Action pour le renouveau du gaullisme et de ses objectifs sociaux (ARGOS) | 1998-2007                          | Jean Charbonnel                                                                  |                            | Fusionne avec l’UGFR en 2008 dans la Convention des gaullistes sociaux pour la Ve République.                                                                               |
| Mouvement républicain et citoyen                                          | 2003-2018 (pour la frange modérée) | Jean-Pierre Chevènement                                                          |                            | Héritier du MDC, il voit le départ en la frange modérée, sociale-démocrate et centre-gauche lors de son union avec l’APRÉS au sein de la Gauche républicaine et socialiste. |
| Union gaulliste pour une France républicaine (UGFR)                       | 2003-2008                          | Jérôme Baloge, Isabelle Gadois, Diane Le Béguec, Laurent Pelvey, Aurélie Tardieu |                            | Fusionne avec l'ARGOS en 2008 dans la Convention des gaullistes sociaux pour la Ve République.                                                                              |
| Convention des gaullistes sociaux pour la Ve République                   | 2008-2014 (inactif)                | Jean Charbonnel, Jérôme Baloge                                                   |                            | Fusion de l'ARGOS et de l’UGFR. |
| République solidaire                                                      | 2010-2012 (inactif)                | Dominique de Villepin                                                            |                            | |

En gras, partis encore en activité.

## Écologie centriste

### Histoire
Dès les débuts des mouvements écologistes, l'écologie politique se divise en deux courants de pensée, le premier se réclame de gauche, le second se revendique comme indépendant du clivage droite/gauche voire comme des mouvements centristes.: c'est l'écologie centriste. Le principal parti politique écologiste français Les Verts se réclame d'abord de ce second courant de pensée jusqu'en 1994 où ils choisissent de rompre le "ni droite ni gauche" pour s'allier avec le Parti Socialiste puis pour entrer dans le gouvernement de Gauche plurielle en 1997. Ce changement de ligne politique provoque le départ d'Antoine Waechter en 1994 qui part fonder le Mouvement écologiste indépendant : c'est alors le début de la division entre les écologistes centristes et les écologistes de gauche qui s'imposeront avec Les Verts puis avec Europe écologie les Verts comme la première force écologique politique en France.
En 2015, une nouvelle scission déchire les écologistes d'EELV entre les partisans d'un retour au gouvernent de Manuel Valls, ce sont plutôt des écologistes de centre gauche emmenés par Jean-Vincent Placé et François de Rugy, et des écologistes favorables aux alliances électorales avec le Front de gauche, ce sont plutôt des écologistes de gauche voir de gauche radicale, emmenés par Cécile Duflot.
Jean-Vincent Placé et François de Rugy fondent alors le Parti écologiste, qui s’allie avec le parti socialiste et revient dans la majorité présidentielle. Le mouvement se rapproche de La République en marche et rejoint la nouvelle majorité présidentielle formée en 2017.

### Liste des partis et mouvements
| Parti                                          | Année de création / dissolution      | Fondateur(s)                                                                | Autres dirigeants notables                                  | Compléments |
| ---------------------------------------------- | ------------------------------------ | --------------------------------------------------------------------------- | ----------------------------------------------------------- | --- |
| Les Verts                                      | 1984-1994 (pour la frange centriste) | -                                                                           | Dominique Voynet Gilles Lemaire Yann Wehrling Cécile Duflot | |
| Génération écologie                            | 1991                                 | Brice Lalonde Jean-Louis Borloo Yves Piétrasanta Noël Mamère Corinne Lepage | Delphine Batho                                              | Dans la foulée du mandat ministériel de Brice Lalonde, le mouvement Génération écologie se constitue avec les militants écologistes Il est créé à l'initiative de François Mitterrand pour concurrencer Les Verts avant les élections régionales. Le conseil national de Génération écologie appelle à voter pour Jacques Chirac à l’élection présidentielle de 1995, avant de signer un accord avec Démocratie libérale en 1998. Le mouvement glisse alors vers la droite. À partir de 2011, il s'ancre de nouveau davantage au centre gauche en se rapprochant notamment du PRG puis d’EELV, en rejoignant le pôle écologiste en 2021. |
| Mouvement écologiste indépendant               | 1994                                 | Antoine Waechter                                                            |                                                             | Scission des Verts créé à l'initiative d'Antoine Waechter (également cofondateur des Verts), qui considère l'écologisme comme un projet politique distinct de la droite et de la gauche, mais pouvant s'allier aussi bien avec l'une qu'avec l'autre, à l'opposé des Verts qui considèrent l'écologisme comme un courant de la gauche. |
| Cap21                                          | 2000-2021                            | Corinne Lepage                                                              |                                                             | Associé au Mouvement démocrate de 2007 à 2010. |
| Alliance écologiste indépendante               | 2009-2021                            | Jean-Marc Governatori Antoine Waechter Noël Debroise                        |                                                             | Coalition de trois partis écologistes transformée en parti unitaire après le départ de Génération écologie et du Mouvement écologiste indépendant. |
| Nouvelle Écologie démocrate                    | 2013-2019 (inactif)                  | Éric Deltaye                                                                |                                                             | Scission de Cap21, composante de l'UDI. En 2019, le parti quitte l’UDI et s’associe au MR. Il est depuis inactif . |
| Parti écologiste (Écologistes ! jusqu’en 2016) | 2015-2017 (inactif)                  | Jean-Vincent Placé François de Rugy                                         |                                                             | Scission d'EELV qui dénonce la "dérive gauchiste" du parti. D'abord proche du Parti socialiste et membre de l'UDE (qu'il quitte en 2016), le PE s’affilie à La République en Marche ! en 2017 et est inactif depuis. |
| Union des démocrates et des écologistes        | 2015-2020 (inactif)                  | Jean-Luc Bennahmias Jean-Vincent Placé François de Rugy                     |                                                             | Fondée par trois partis écologistes, Écologistes !, le Front démocrate et Génération écologie qui envisageaient de s'allier au sein d'une fédération nommée l'Union des démocrates et des écologistes. Finalement Génération écologie annonce qu'il ne rejoint pas l'UDE. Ce départ est suivi par le départ d'Écologistes ! en 2016. Le parti est placé sous administration judiciaire en 2020. |
| Liberté Écologie Fraternité                    | 2020                                 | Marie-Pierre Bresson                                                        |                                                             | Rassemble l’aile gauche de l’UDE. |
| En commun                                      | 2020                                 | Barbara Pompili                                                             | Philippe Hardouin                                           | Parti s’inscrivant au sein de la majorité présidentielle d’Emmanuel Macron, mais voulant porter une ligne plus à gauche et écologiste que LREM. Fait partie du collectif Ensemble citoyens. |
| Union des centristes et des écologistes        | 2021                                 | Christophe Madrolle                                                         |                                                             | Parti créé au départ en soutien à Emmanuel Macron. Parti politique désormais indépendant. |
| Cap écologie                                   | 2021                                 | Corinne Lepage Jean-Marc Governatori                                        |                                                             | Fusion de Cap21 de Corinne Lepage et de l’Alliance écologiste indépendante de Jean-Marc Governatori. |

En gras, partis encore en activité.

### Personnalités incarnant cette famille
- Barbara Pompili
- Nicolas Hulot

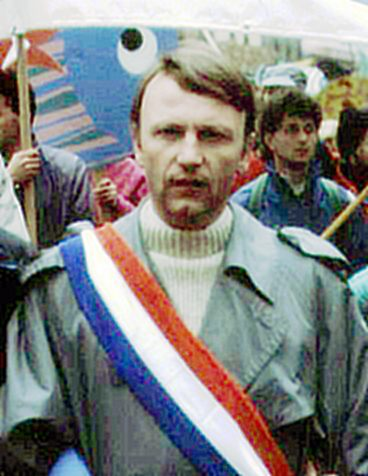
Antoine Waechter
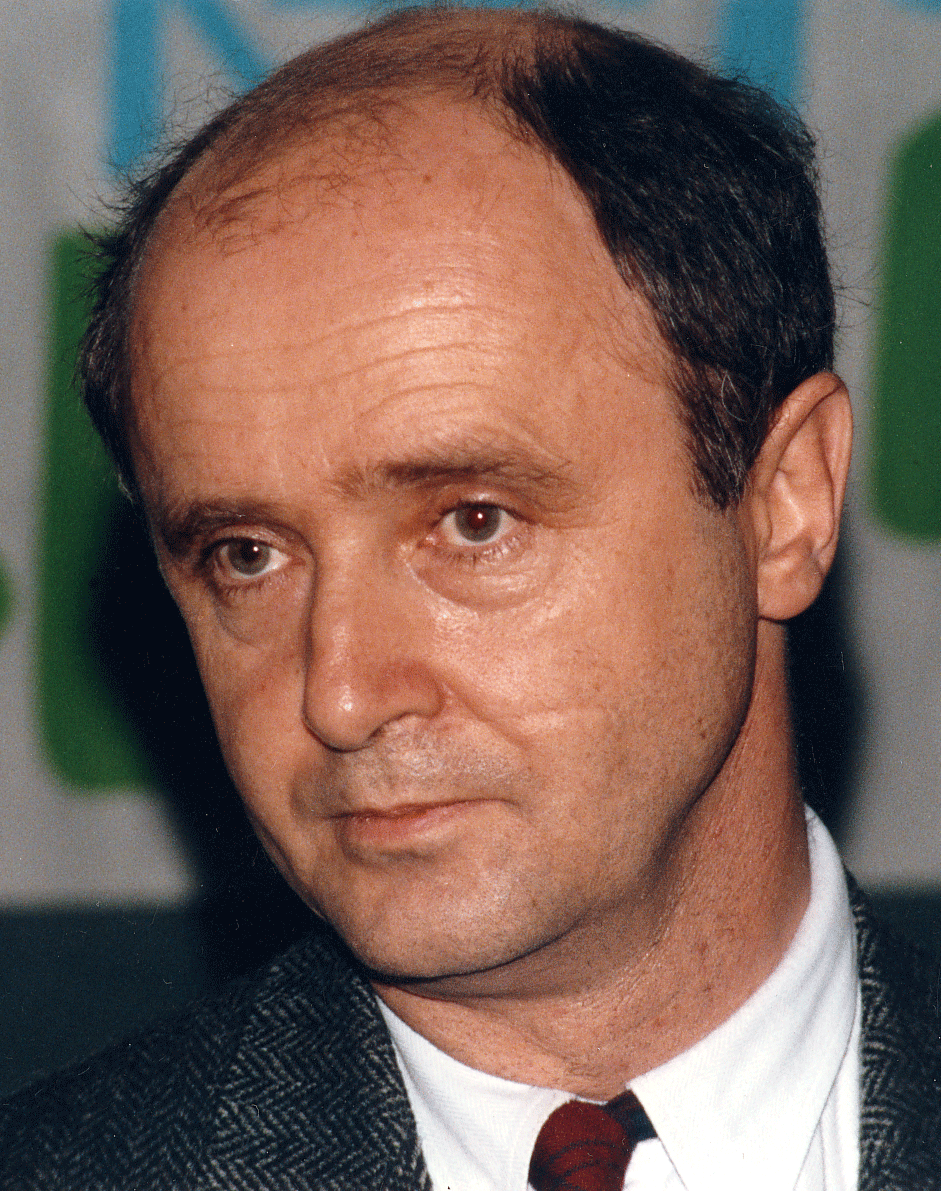
Brice Lalonde
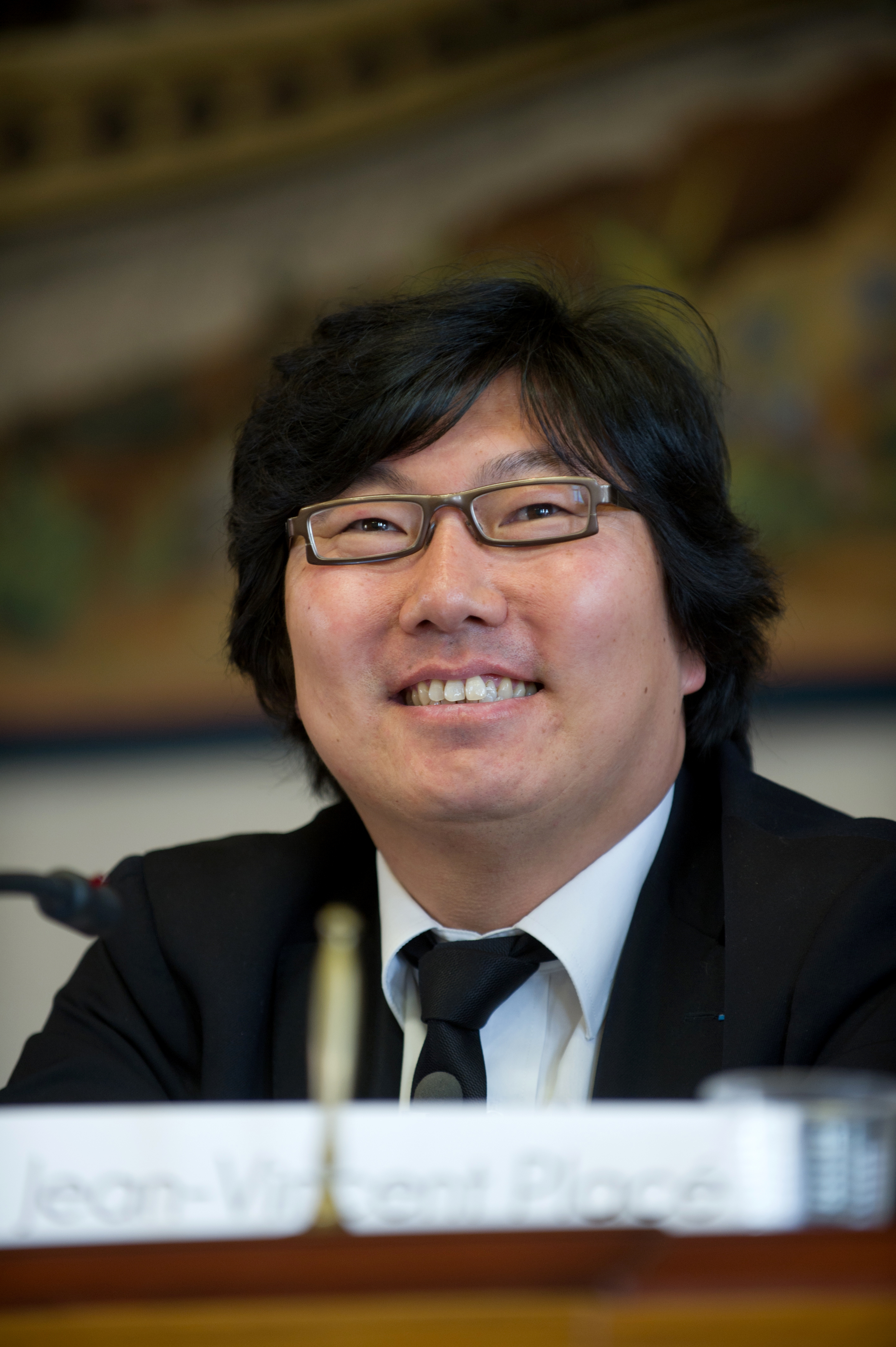
Jean-Vincent Placé
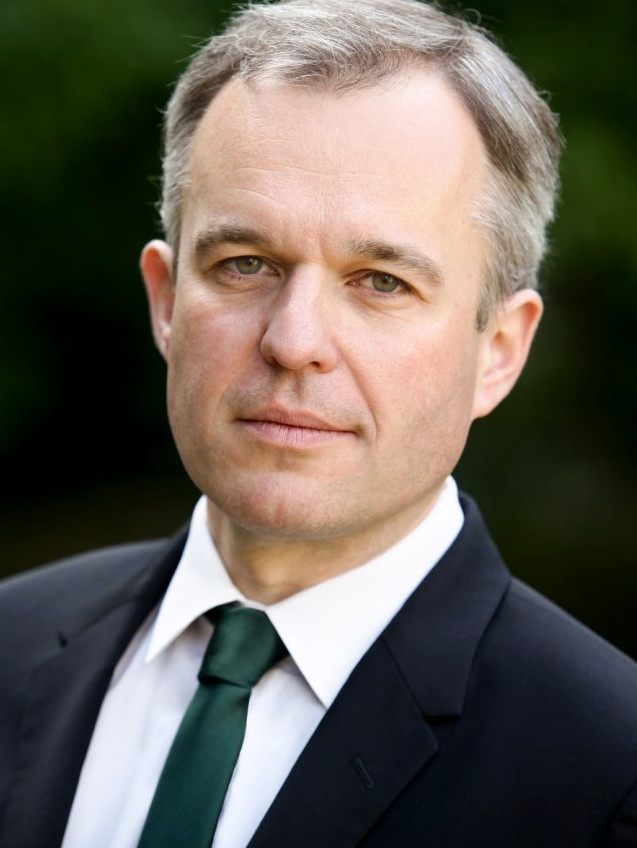
François de Rugy
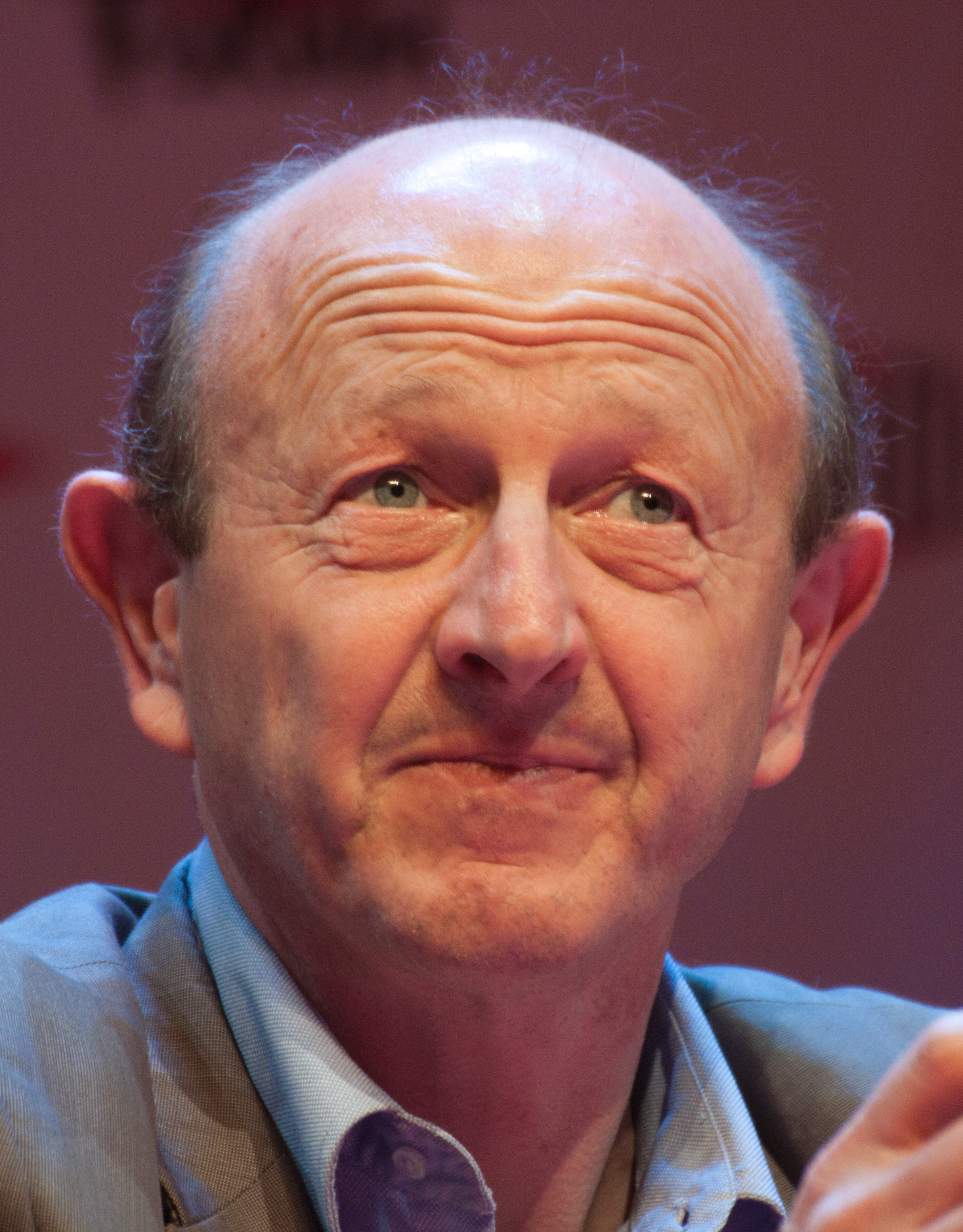
Jean-Luc Bennahmias
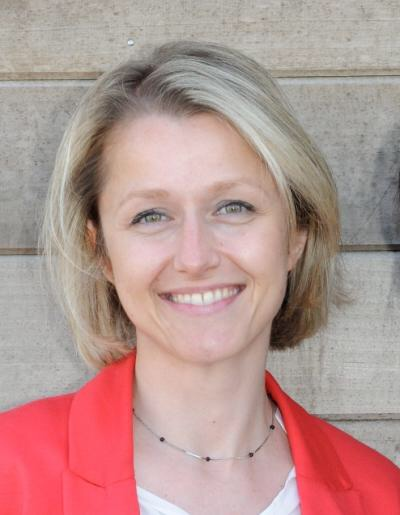
Barbara Pompili

## Autres formations centristes
Il est également possible de placer au centre de l'échiquier politique certains mouvements et partis « thématiques » comme le Parti fédéraliste ou des partis régionalistes-nationalistes tels que le Parti breton.
Dans la mouvance royaliste, le Rassemblement démocrate (RD) est un petit groupe centriste regroupant le centre gauche et le centre droit ainsi que les gaullistes royalistes.